# Pfarrkirche St. Ulrich in Gröden
Die Pfarrkirche St. Ulrich in Gröden in St. Ulrich ist der Erscheinung des Herrn (6. Januar) und dem Heiligen Ulrich von Augsburg (4. Juli) geweiht.

## Geschichte

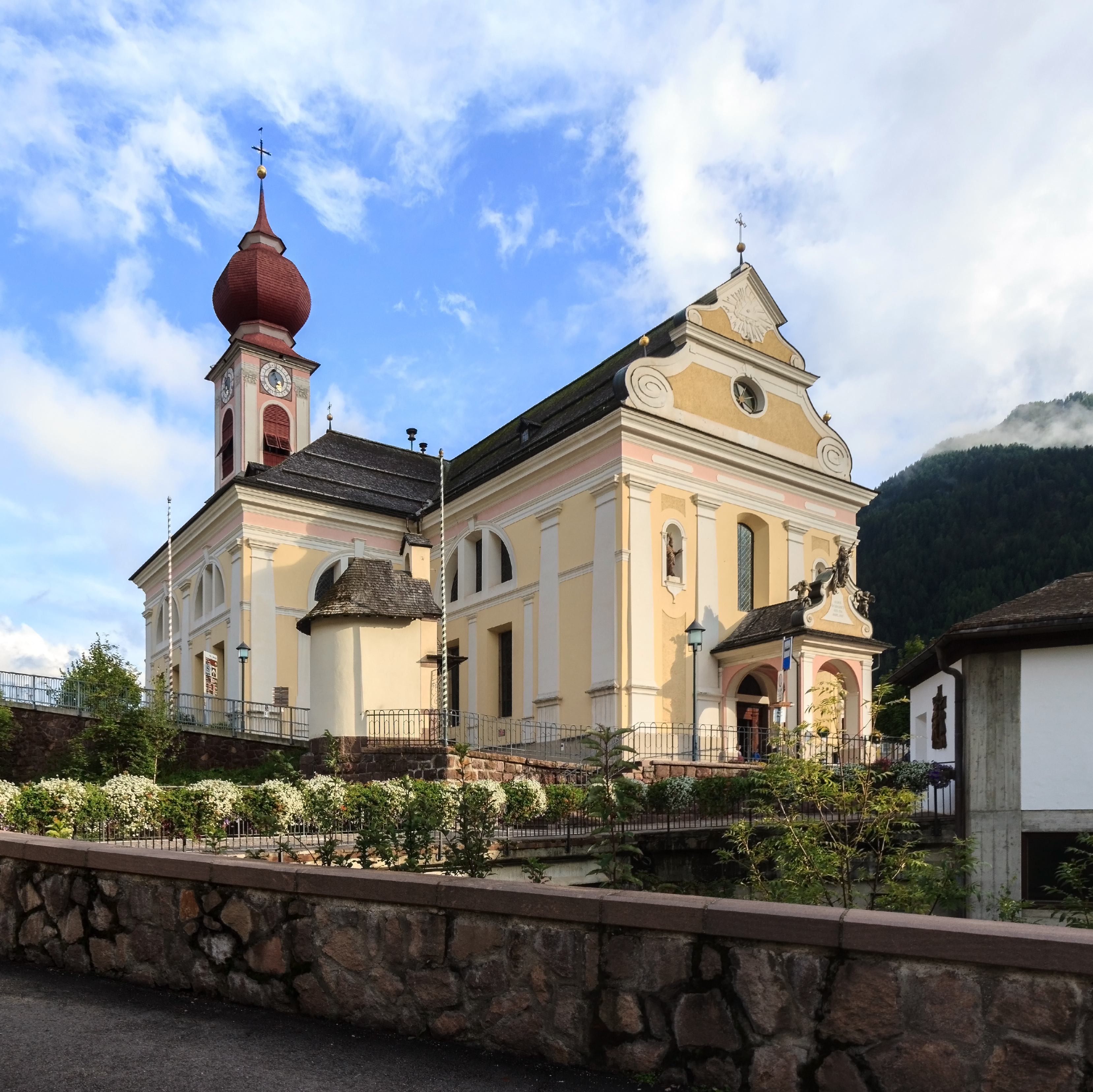
Blick von Nordwesten

Die Entscheidung für den Neubau einer Pfarrkirche am Ende des 18. Jahrhunderts auf dem Bugon-Hügel in St. Ulrich löste einen erbitterten langen Streit unter den Dorfbewohnern in der damals etwa 1000 Mitglieder zählenden Kirchgemeinde aus. Vor allem die Bewohner Oberwinkels wollten den alten Standort neben der Annakirche im Friedhof beibehalten.
Der Tiroler Baumeister Joseph Abenthung aus Götzens führte die Bauarbeiten in den Jahren 1792–1796 aus. Im Jahr 1797 wurde die Kirche vom Brixner Bischof Karl Franz von Lodron geweiht. Die Kuppel im Vorbau und die drei Kuppeln im Hauptschiff wurden vom akademischen Maler Franz Xaver Kirchebner und seinem Bruder Josef ausgemalt. 1870 wurden weitere Deckengemälde im Presbyterium vom brixner Maler Josef Barth dem Älteren angefertigt. Die Seitenaltäre im Langhaus sind rechts der Marienaltar nach Plänen des Münchner Architekten J. Schneider und links der Josefsaltar nach Zeichnungen des Bozner Architekten J. Überbacher. Die Kreuzwegstationen aus Steinguss sind ein Werk von Ferdinand Demetz und Franz Tavella. Die 16 bemalten Glasfenster stellen die 12 Apostel und in der Herz-Jesu-Kapelle den Heiligen Johannes den Täufer, die Heilige Anna und in der Rosarienkapelle Jesus und Maria dar. 1905/07 wurde die Kirche um zwei Seitenschiffe, zur Rechten die Herz-Jesu-Kapelle, zur Linken die Rosarikapelle, nach Plänen von Josef Rifesser-Stufan erweitert. 1983 wurde die Kirche mit einem neuen, 1600 m² großen Schindeldach aus Lärchenholz, im Rahmen sehr umfangreicher Restaurierungsarbeiten, eingedeckt.
Erst 1985–1986 konnten die Seitenkapellen durch Sebastian Pfeffer mit Fresken ausgemalt werden.

## Orgel

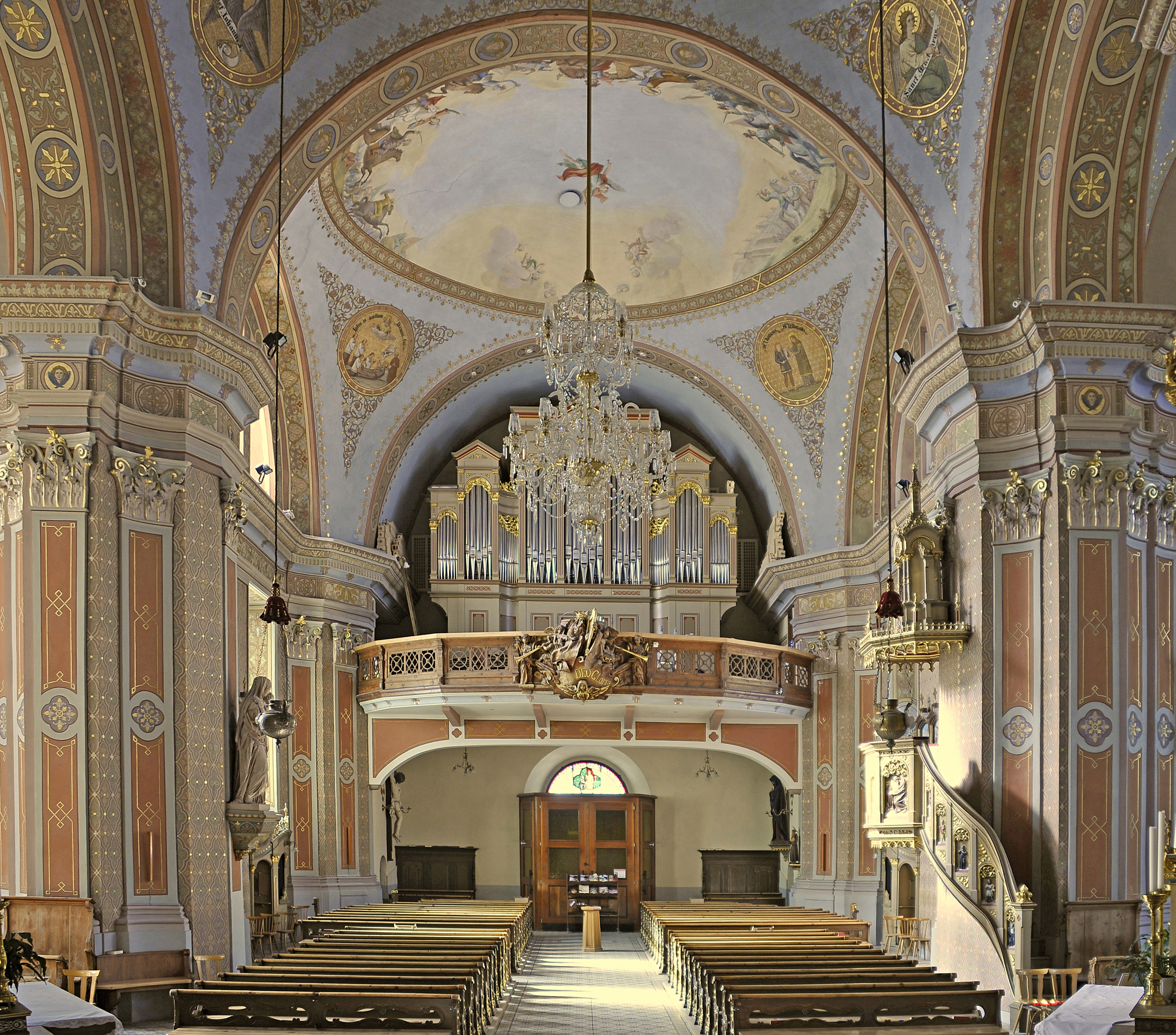
2009 umgestaltete Empore

1798 wurde die erste Orgel von Benedikt Griesser und Michael Schultes aus Ottobeuren mit 23 Registern zum Preis von 1300 Gulden eingebaut. 1910 wurde eine neue Orgel von Anton Behmann aus dem Vorarlberg mit 25 Registern zum Preis von 22000 Kronen errichtet.
2010 wurde eine neue Orgel mit 2000 Pfeifen von den Orgelbauern Pirchner aus Steinach am Brenner fertiggestellt und am 17. April vom Bischof Karl Golser geweiht. Die neue Orgel hat eine vollmechanische Traktur, 31 klingende Register, davon 7 Zungenregister. Die Länge der Pfeifen variiert zwischen 2 cm und 5 m. Sie kostete, mit dem notwendigen Umbau der Kirche, 682.175 Euro, davon wurde ein Drittel mit Privatspenden gedeckt. Am 14. Jänner 2011 fand in der Kirche ein Konzert mit Olivier Latry, Organist der Kathedrale Notre-Dame de Paris, mit Kompositionen von Boëly, Dupré Jean Langlais, Gaston Litaize, Alain, Duruflé, Manuel Obkircher, und Improvisationen von Latry selbst statt.

## Organisten in St. Ulrich
- Giuani Batista Ploner, Vater des Mathias (bis 1785)
- Matie Ploner (1785–1800)
- Bepo Mahlknecht (1800–1842)
- Bepo Metz (1842–1902)
- Engelbert Ploner (1908–1914)
- Ernst Purger sen. (1914–1918)
- Johann Franz Moroder, Sohn von J.B. (1919–1922)
- Ernst Purger ju. (1923–1924)
- Maria Moroder, Tochter von J.B. (1924–1932)
- Franz Vinatzer sen. (1932–1973)
- Theodor Rifesser (ab 1973)

## Innenausstattung
Die zahlreichen Heiligenstatuen der Kirche sind zumeist von ortsansässigen Künstlern in den beiden letzten zwei Jahrhunderten angefertigt worden.

## Virtueller Rundgang
Eine virtuelle Besichtigung der Kirche und der Innenausstattung ist auf der Beschreibungsseite auf Commons folgender Bilder über die Imagenotes gegeben.

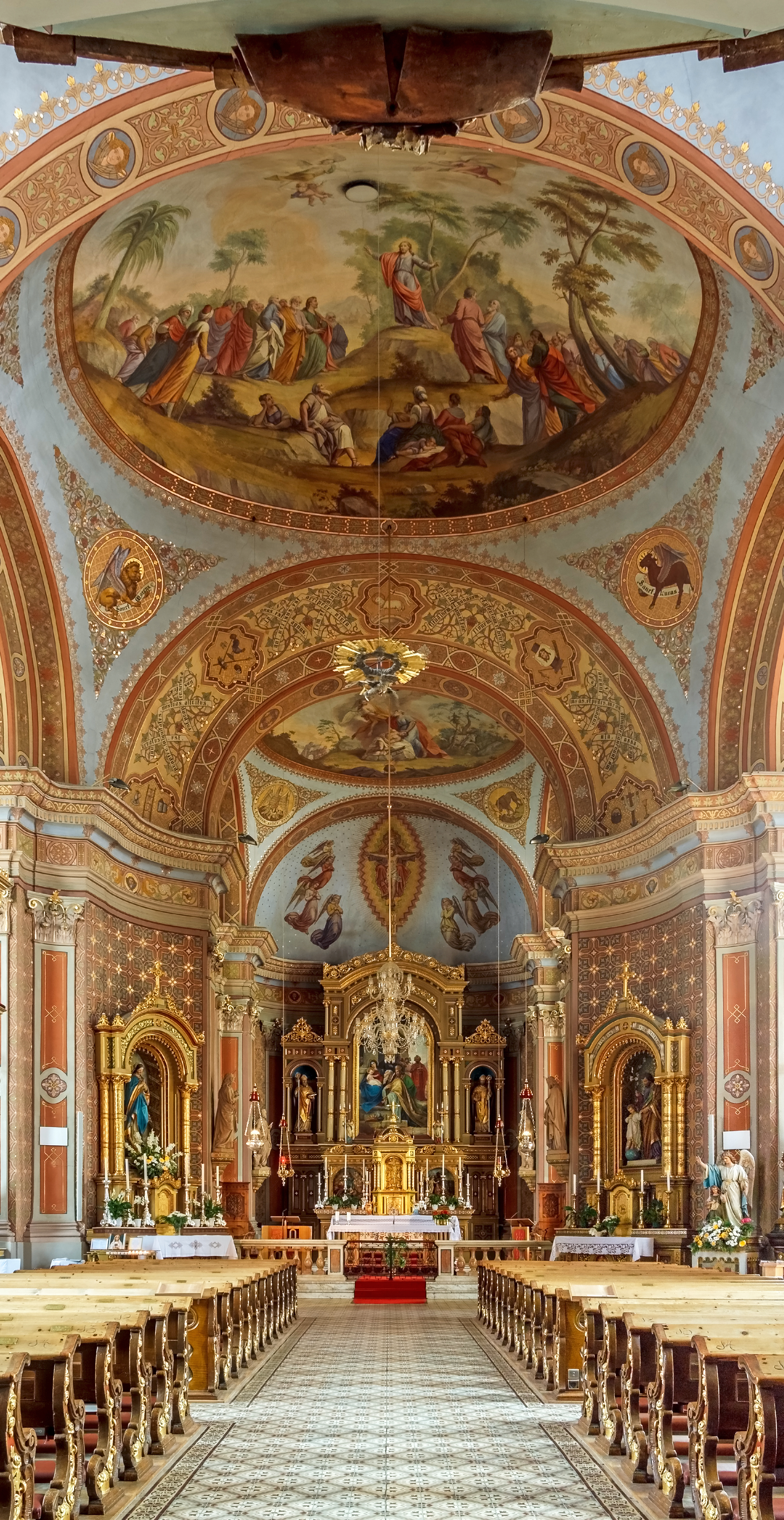
Das Hauptschiff der Kirche
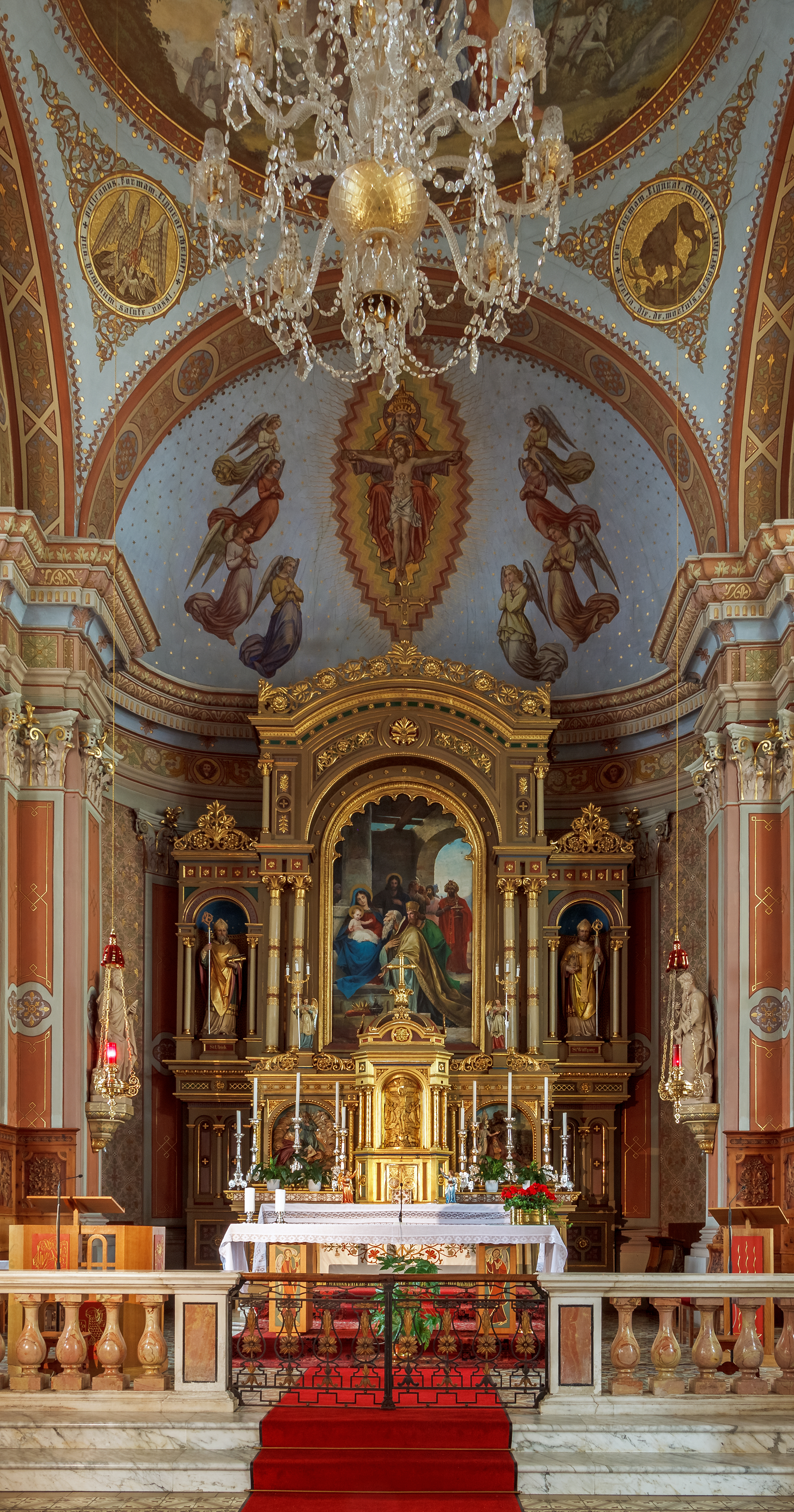
Hochaltar
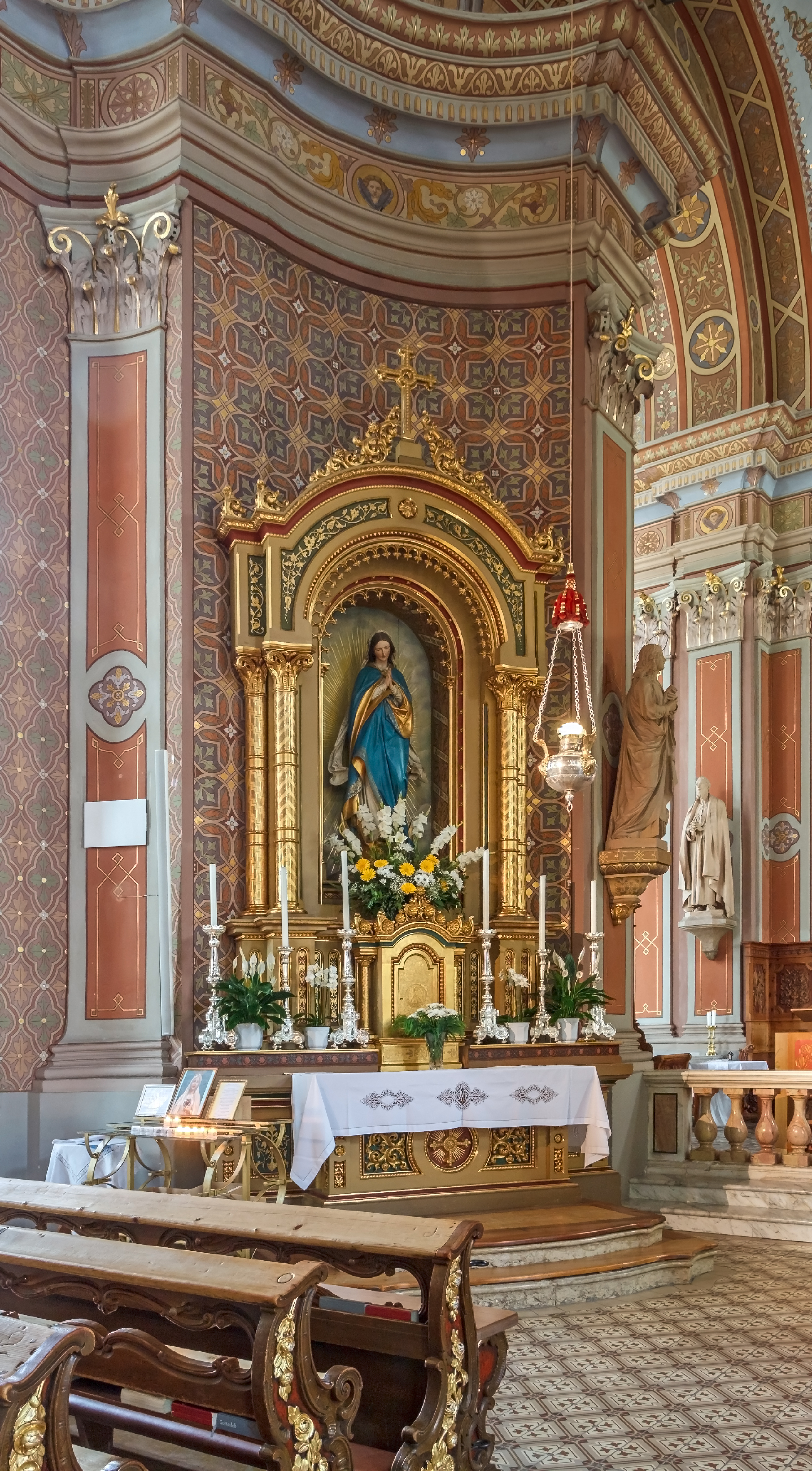
Linker Seitenaltar
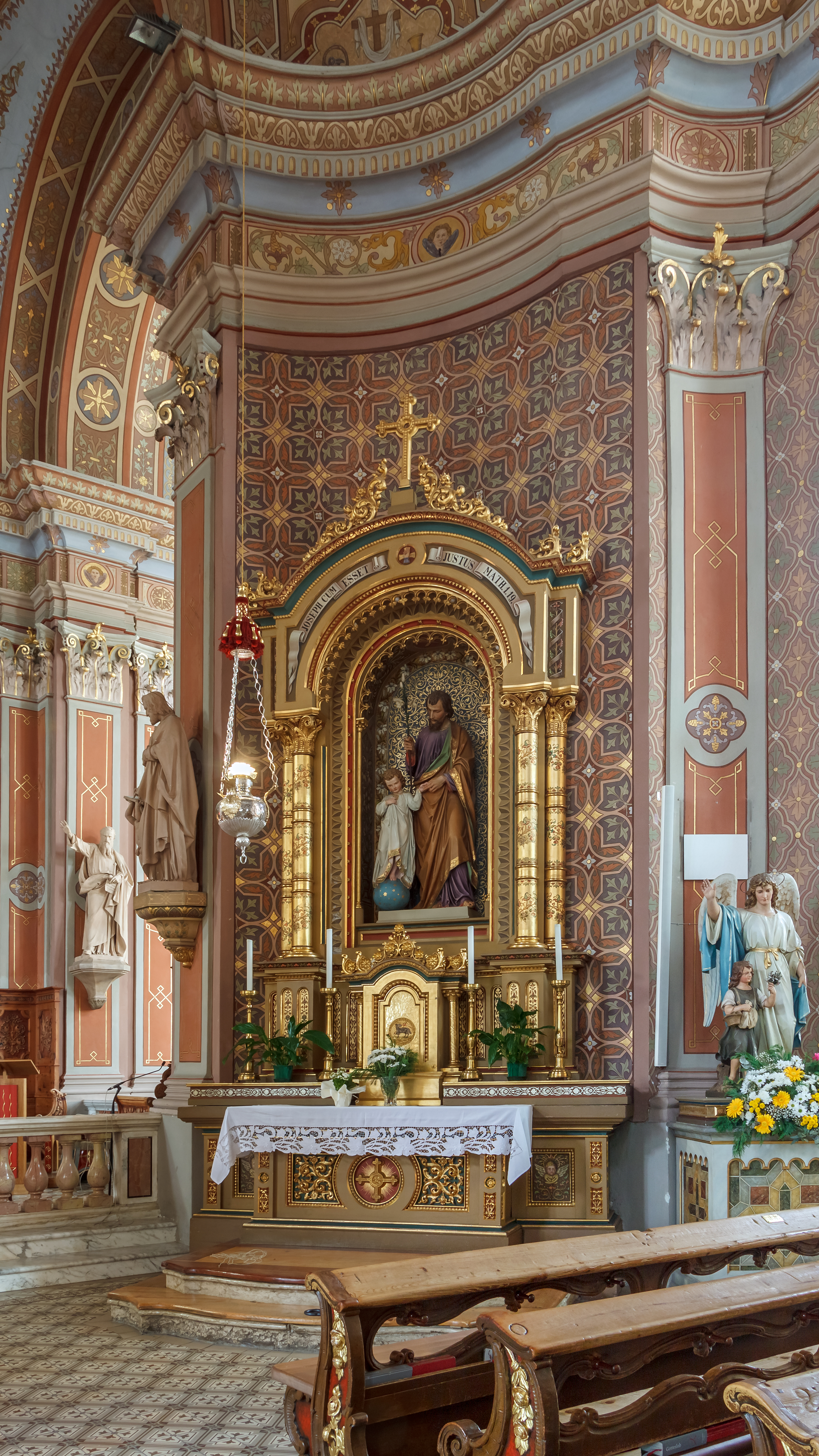
Rechter Seitenaltar
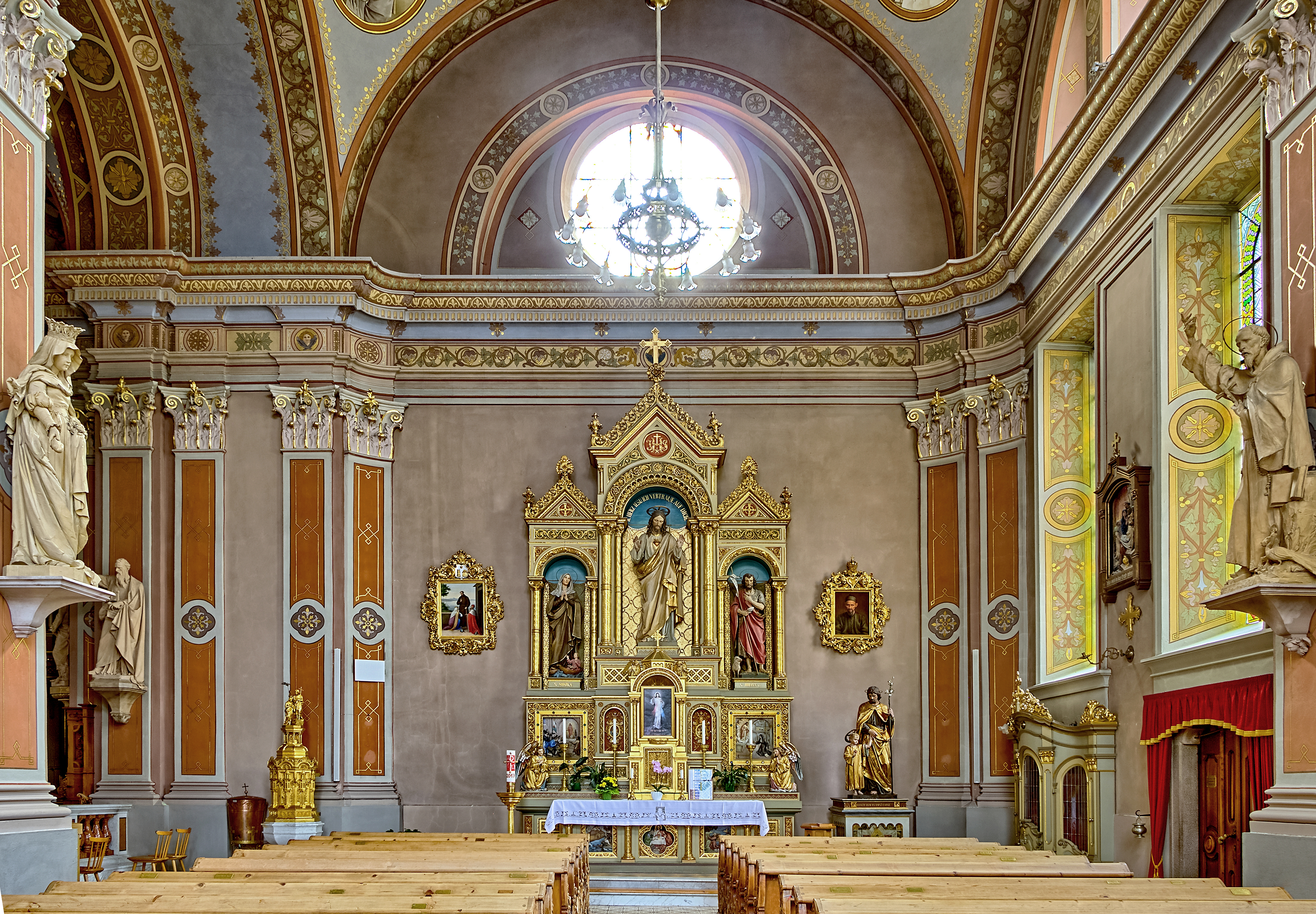
Die Herz-Jesu-Kapelle rechts vom Eingang
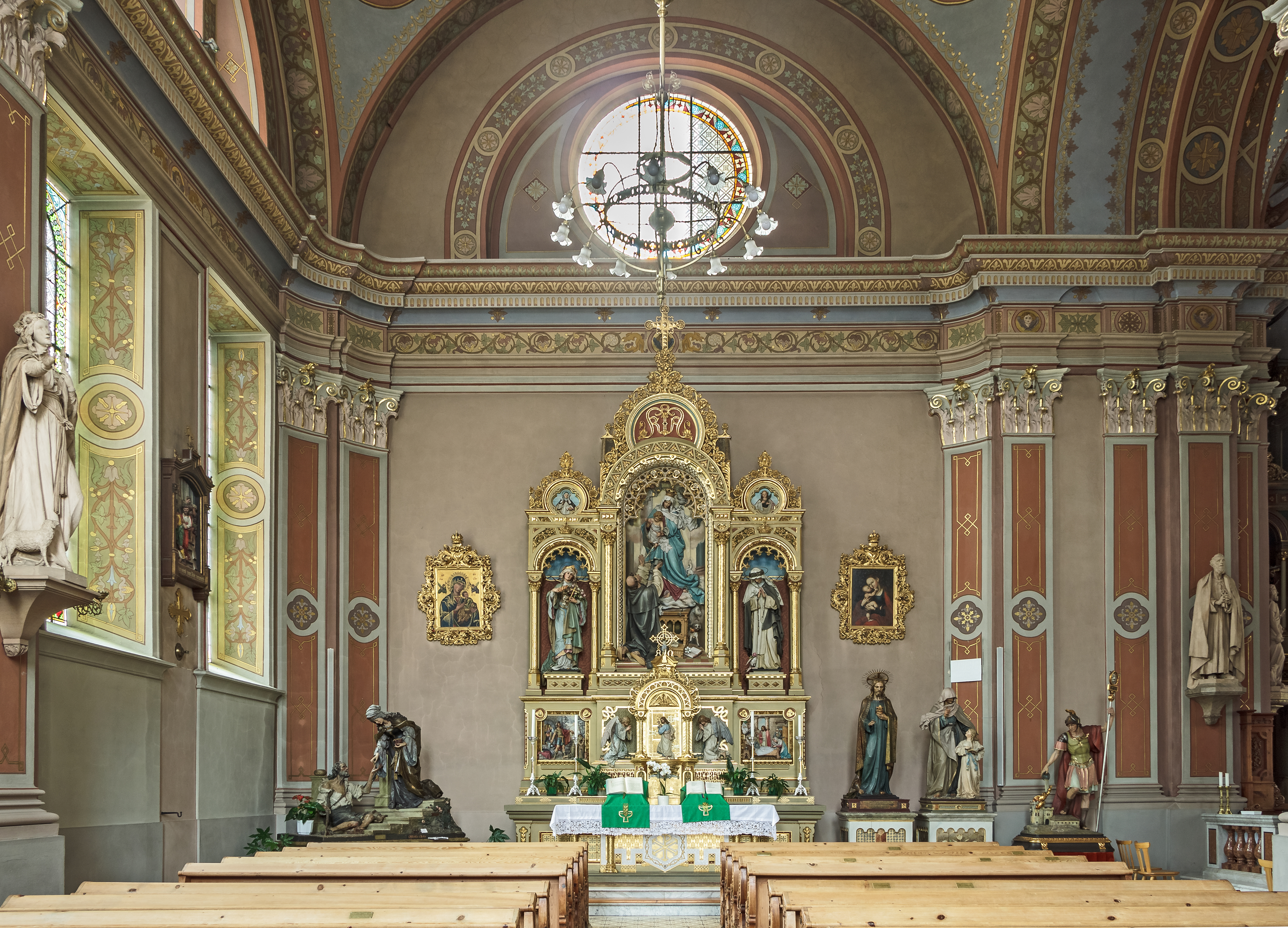
Die Rosenkranz-Kapelle links
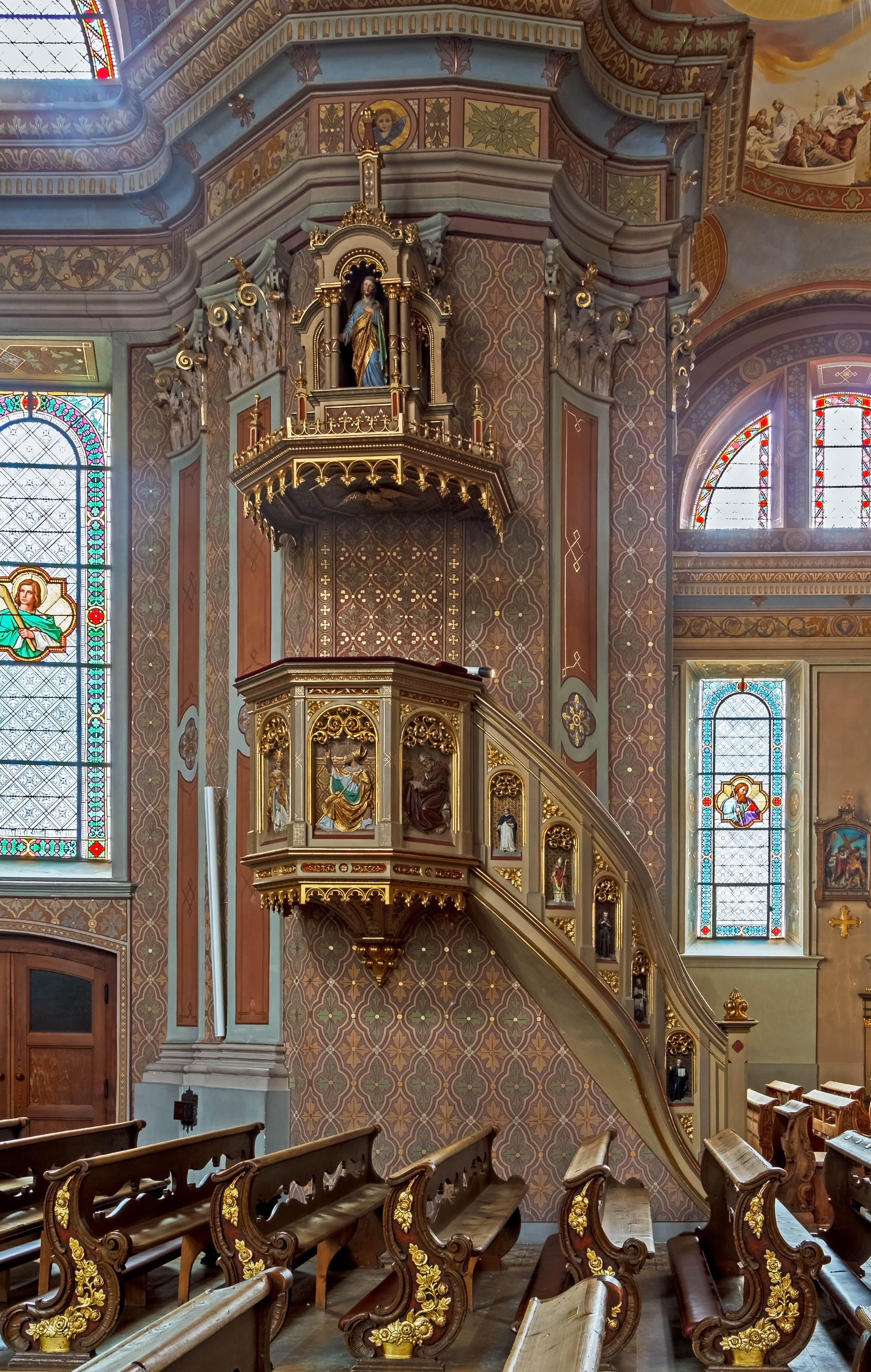
Kanzel
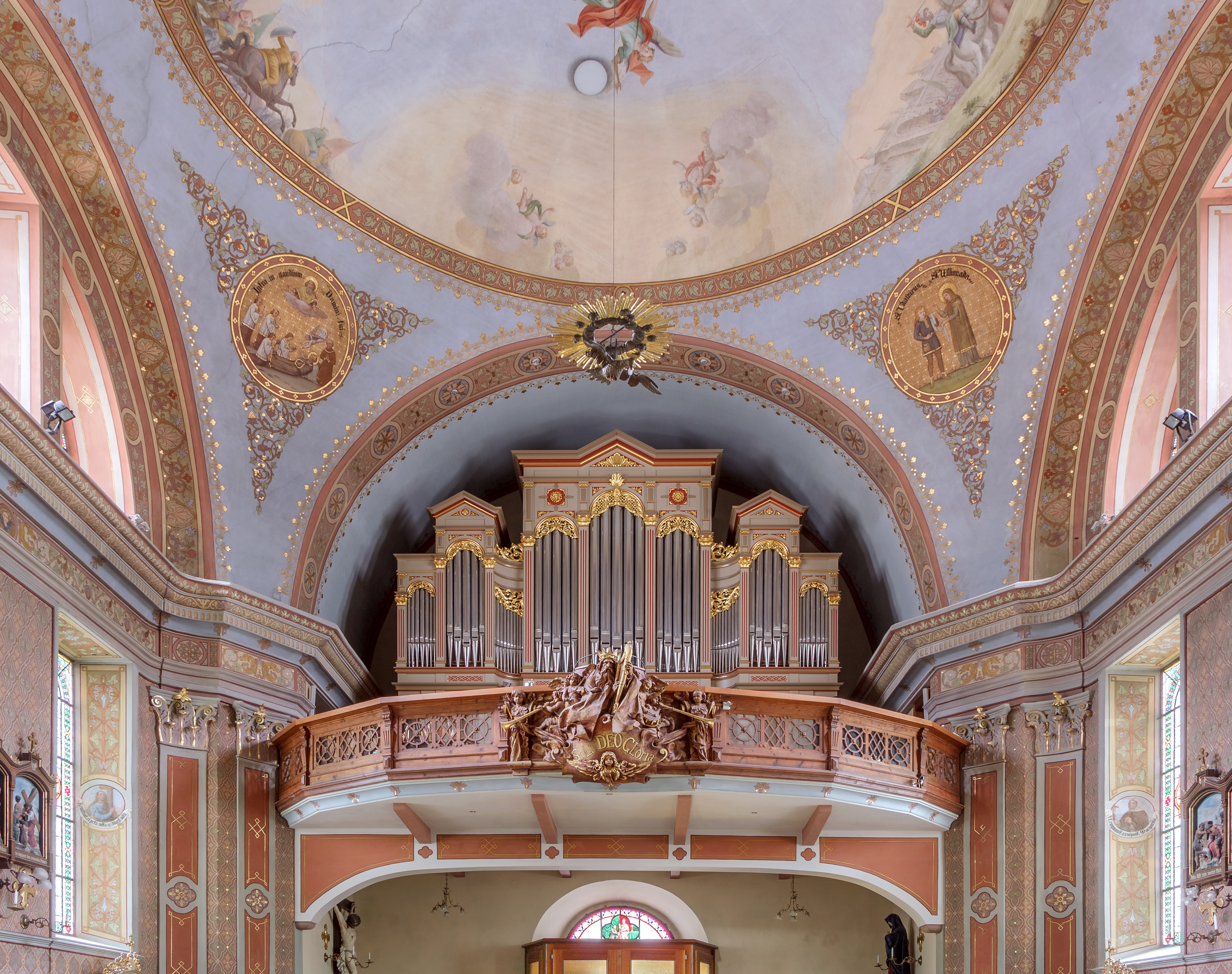
Empore
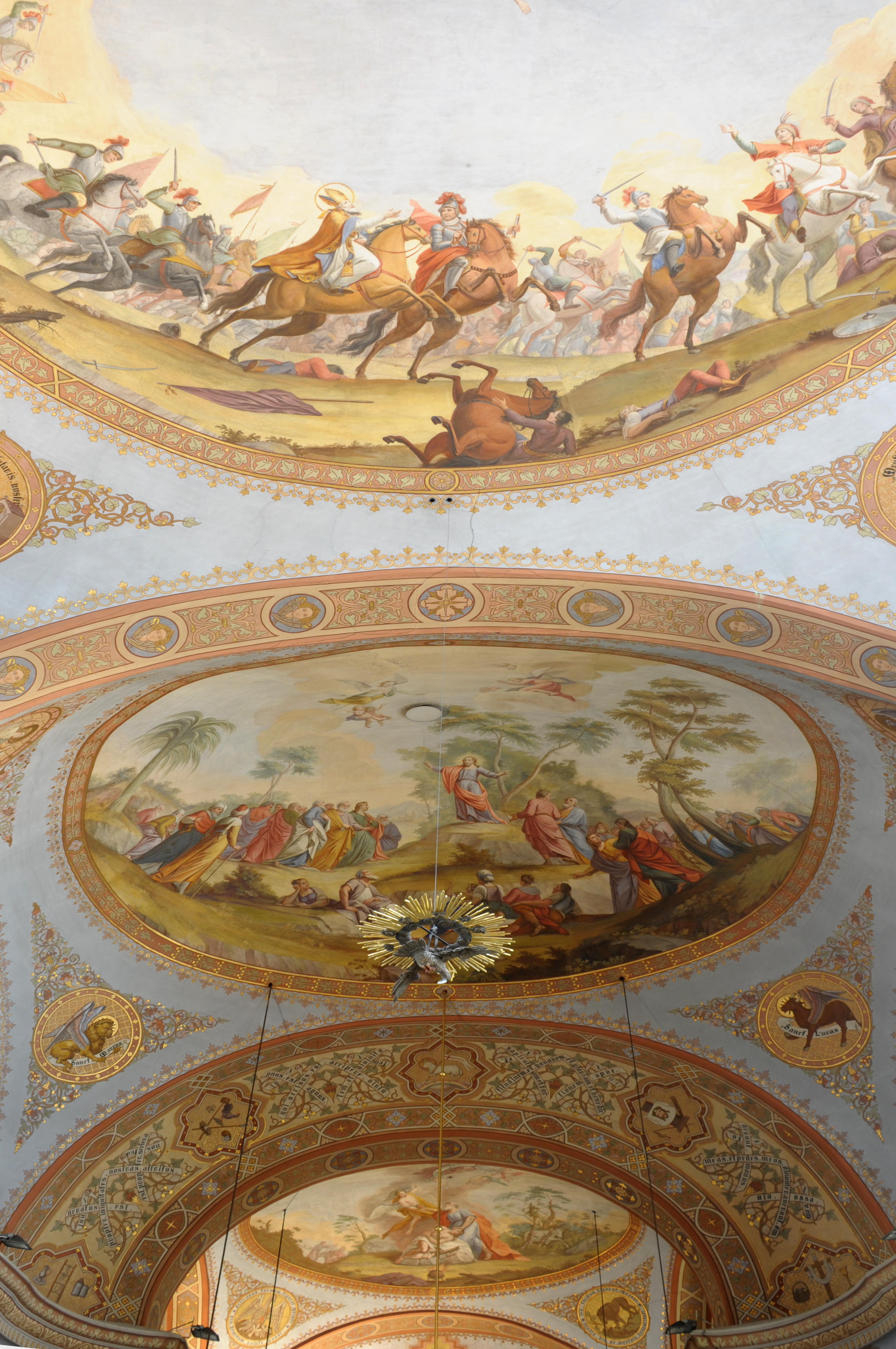
Fresken im Hauptschiff von Franz Xaver Kirchebner

## Grödner Künstler
Folgende Grödner Künstler haben zur Kirchenausstattung beigetragen.
Johann Dominik Mahlknecht
Die Statuen der Evangelisten von Johann Dominik Mahlknecht wurden vom Künstler der heimatlichen Pfarrkirche um 1859 geschenkt. Die Originalstatuen aus Gips stehen an den vier Pfeilern des Presbyteriums. Dem Hl. Johannes wurde im Zuge einer Renovierung der Kirche 1870 der Kopf abgehauen und neu nachgebildet.

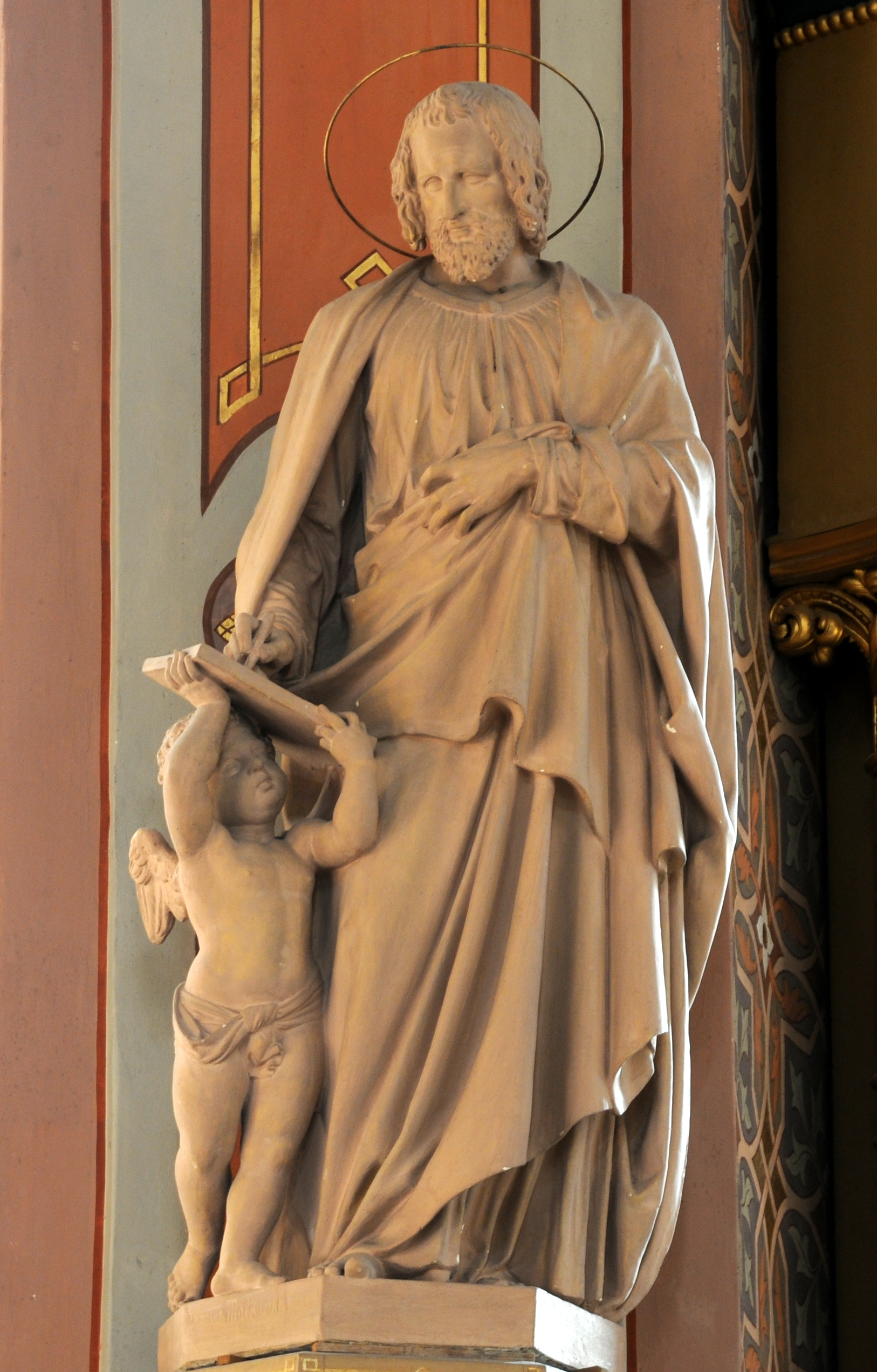
Matthäus
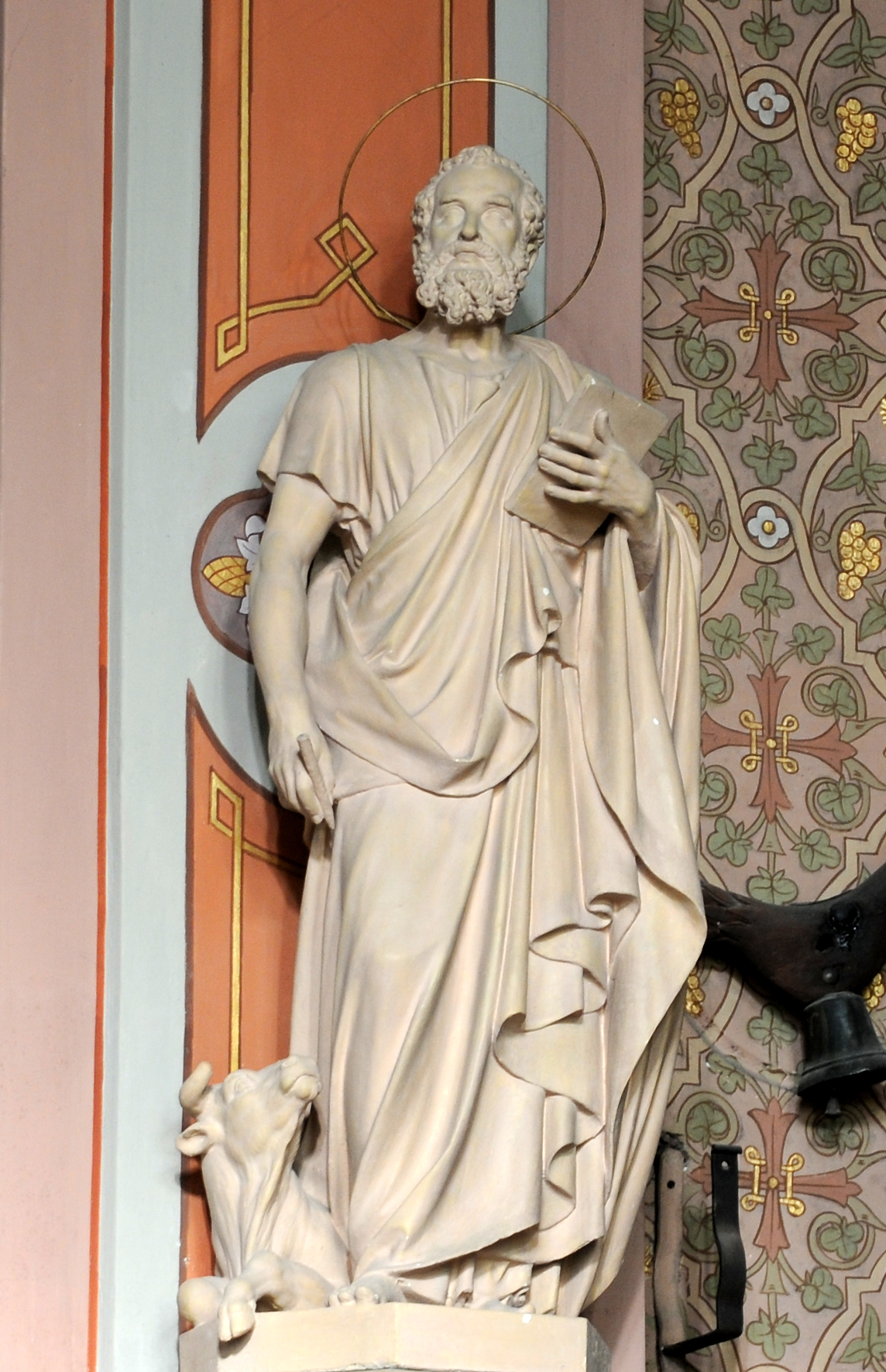
Lukas
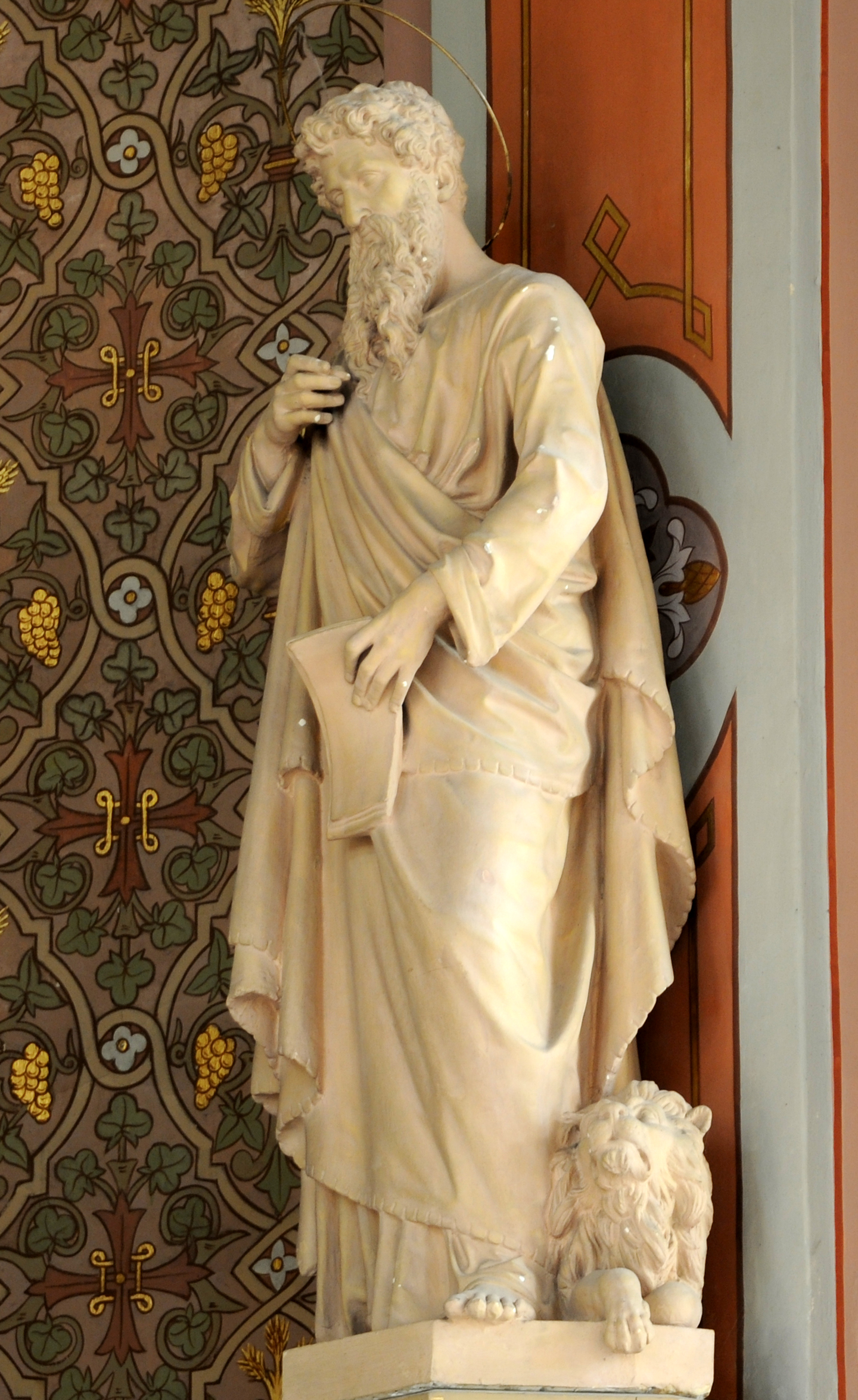
Markus
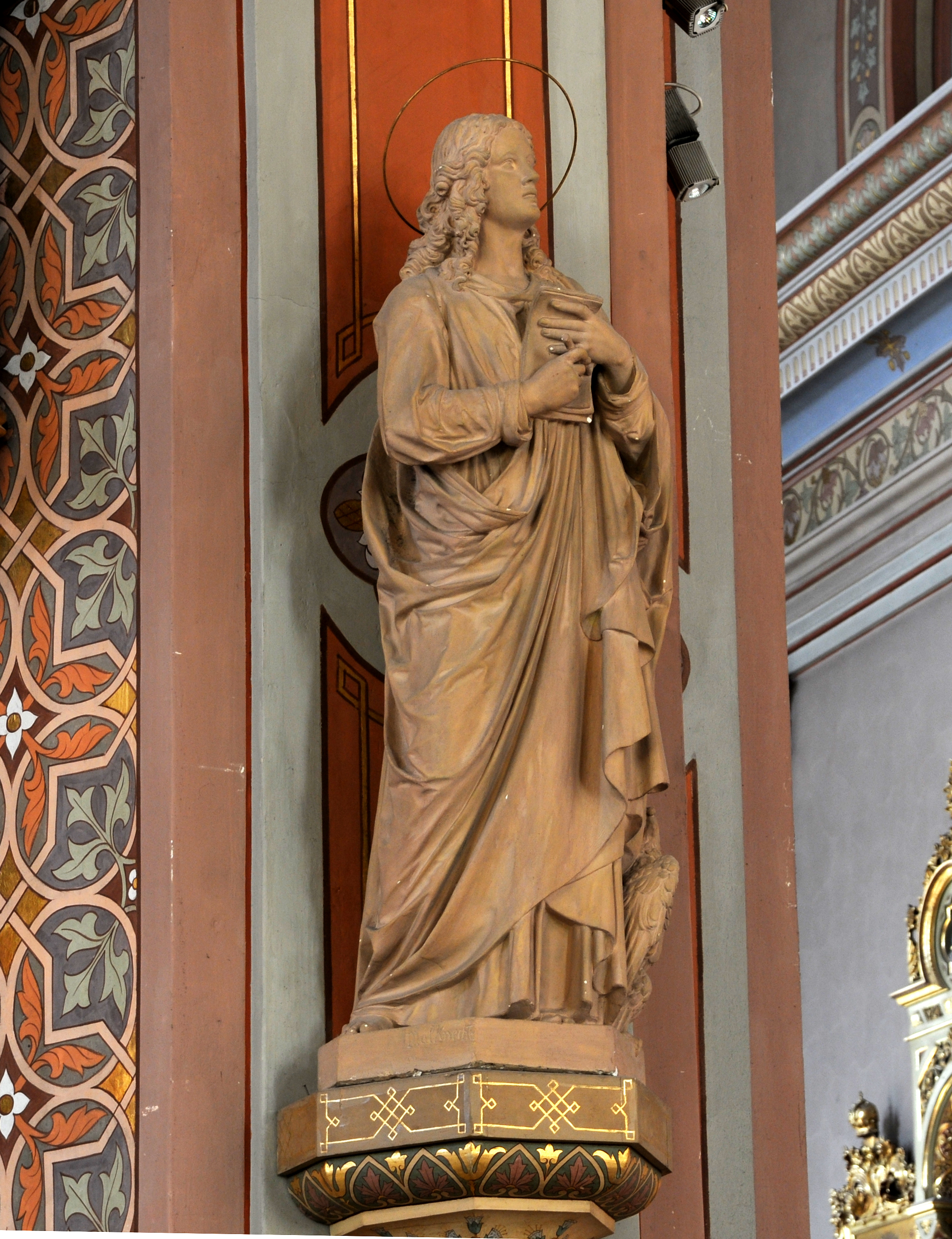
Johannes

Josef Moroder-Lusenberg

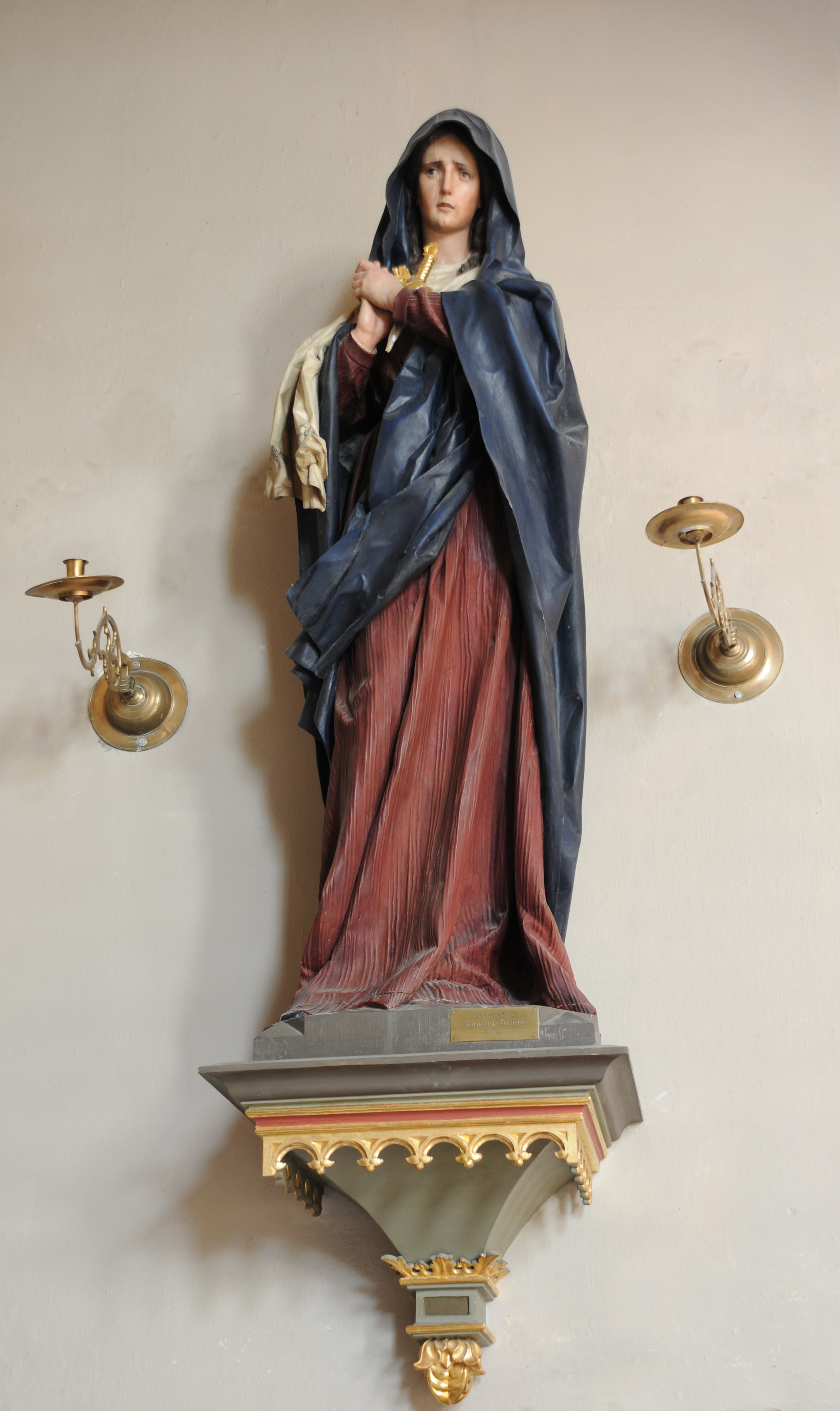
Mater Dolorosa
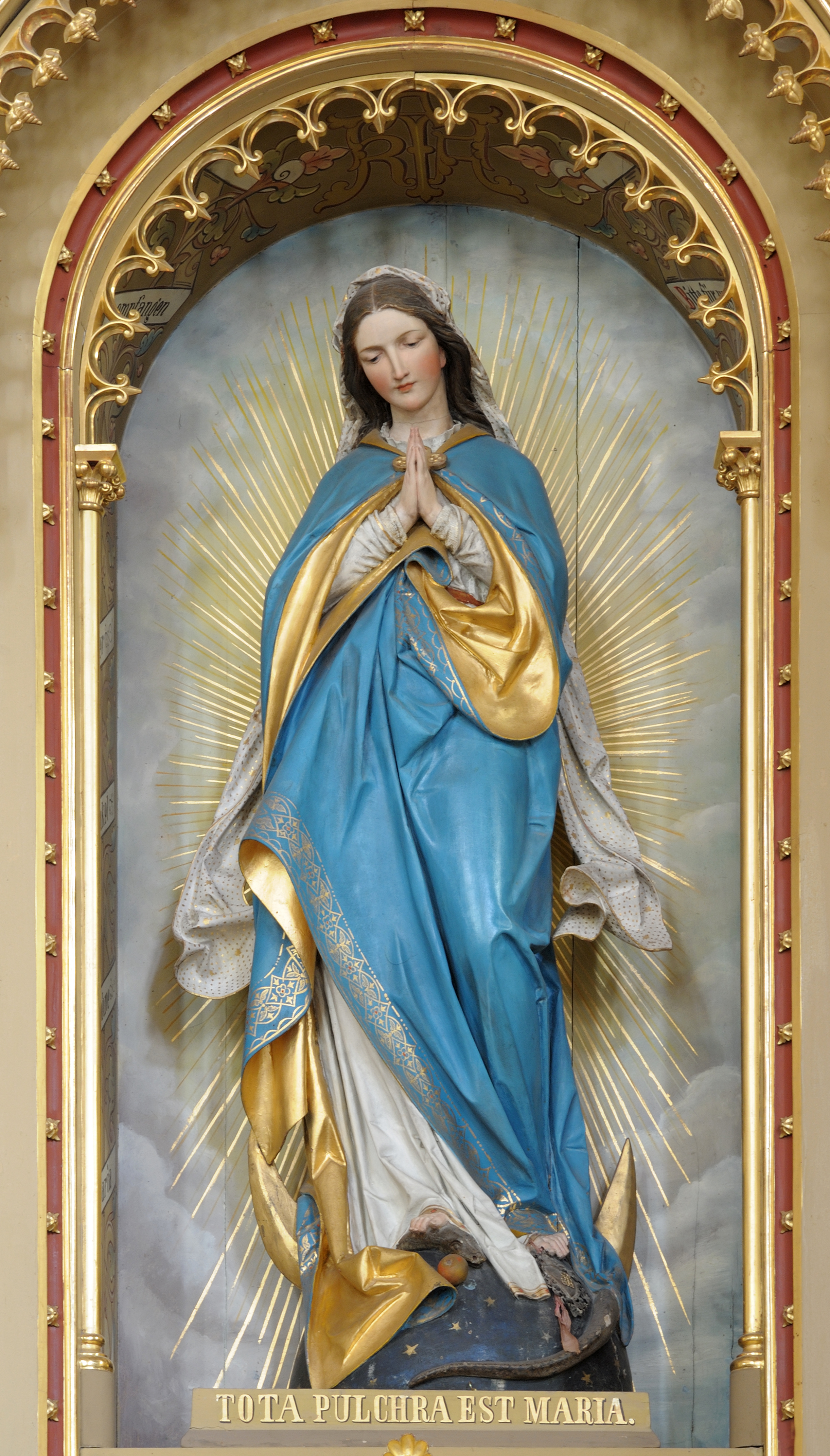
Jungfrau Maria
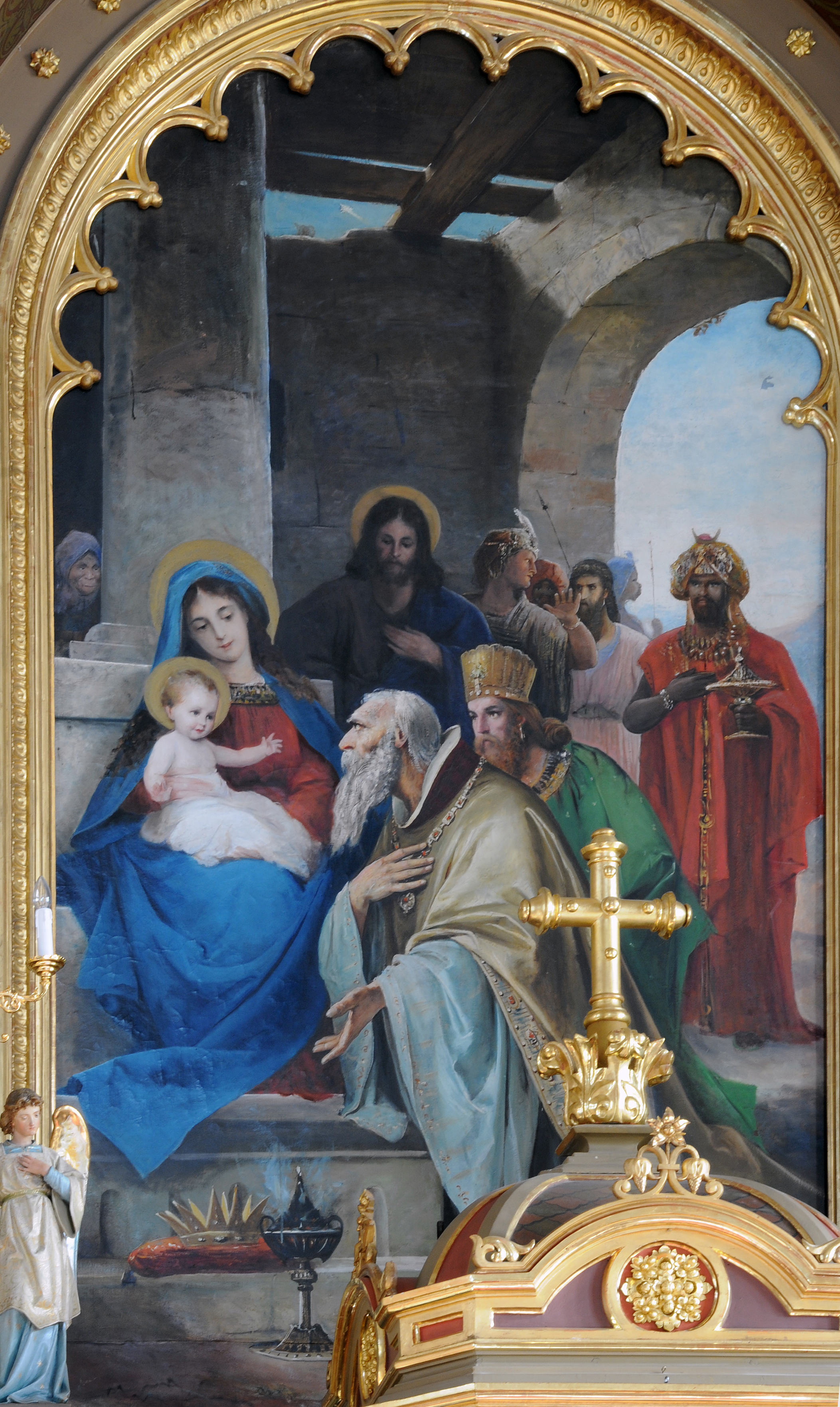
Altarblatt

Ludwig Moroder

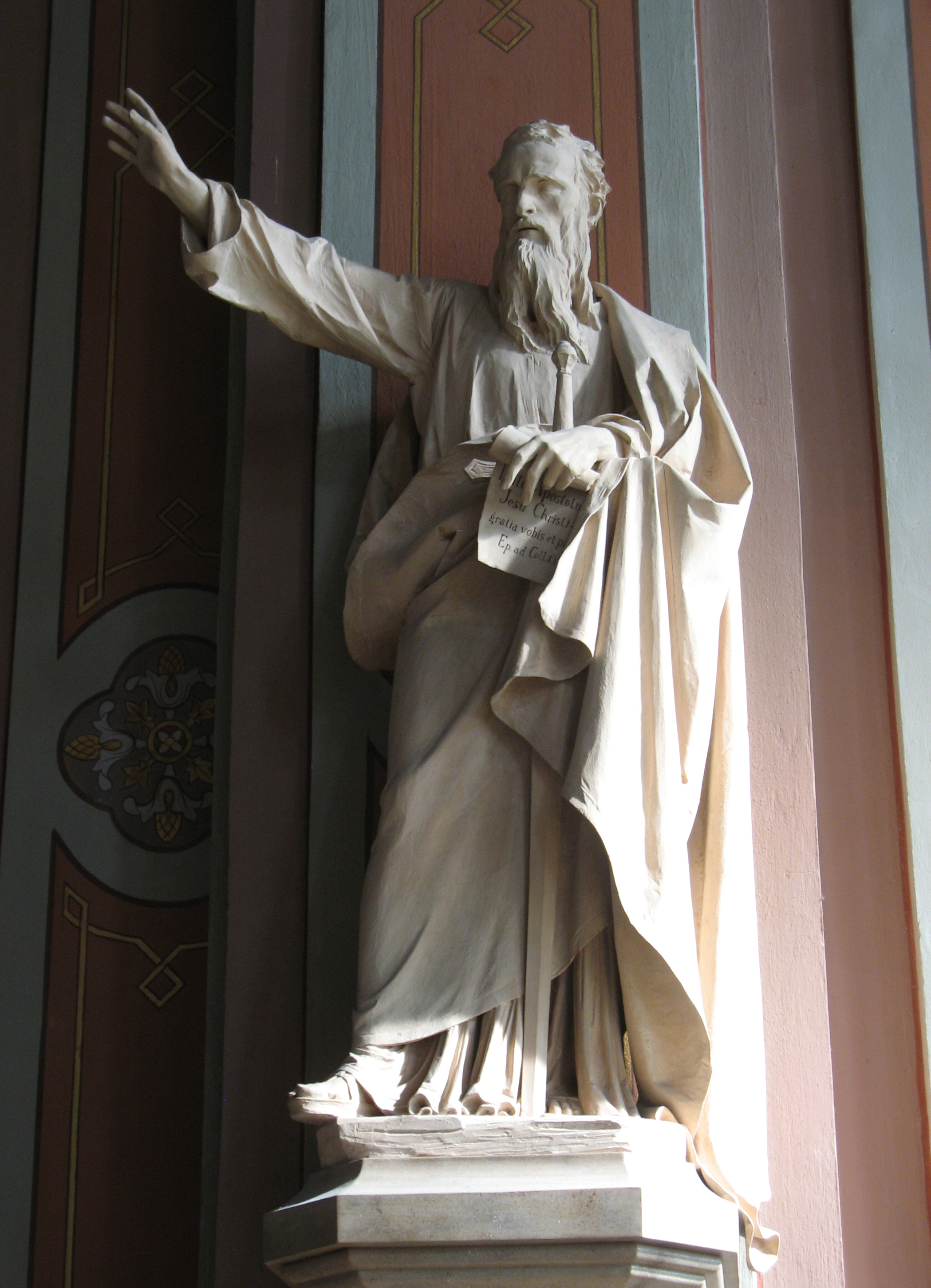
Statue des Apostels Paulus 1907
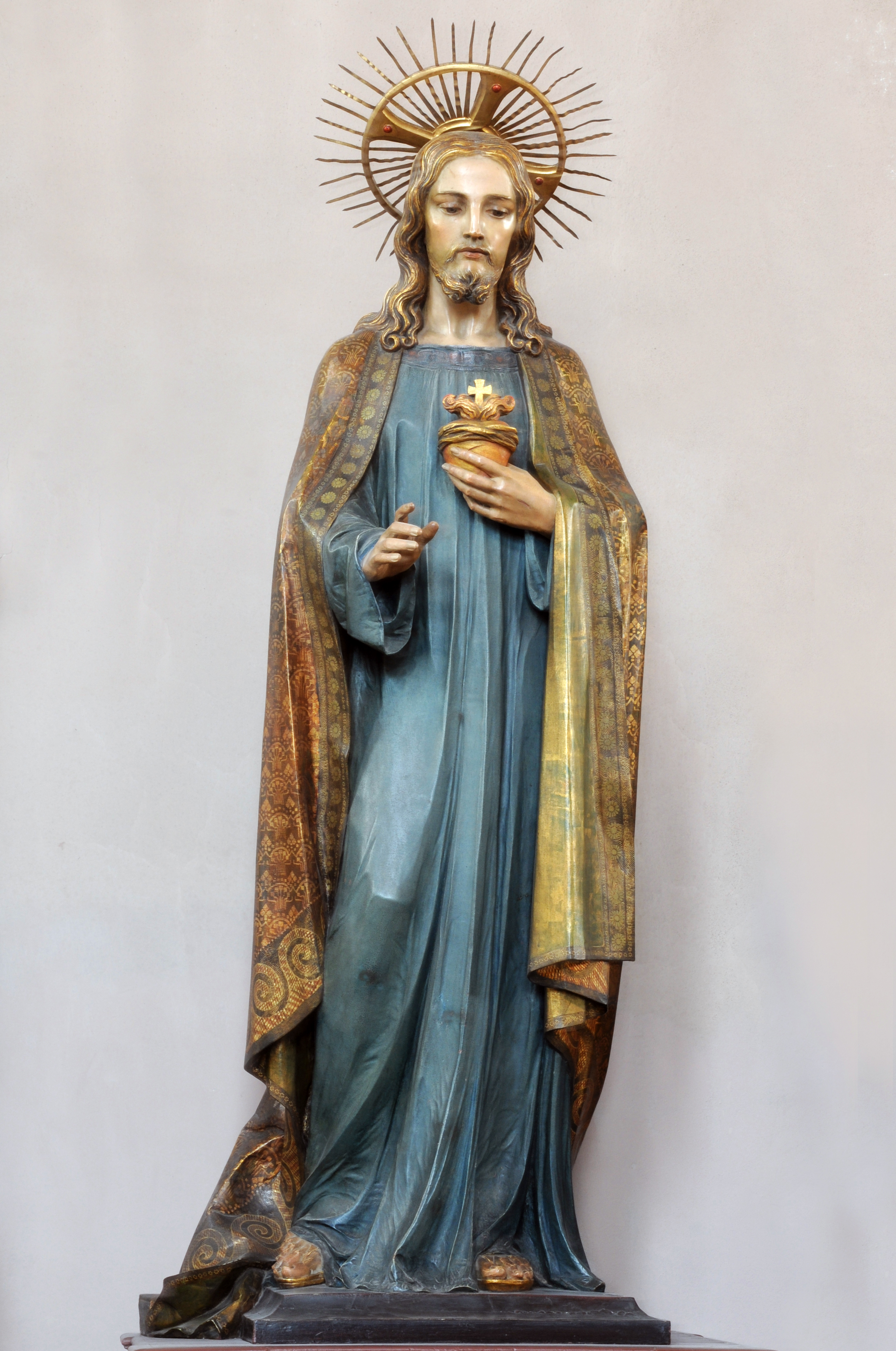
Herz-Jesu 1914
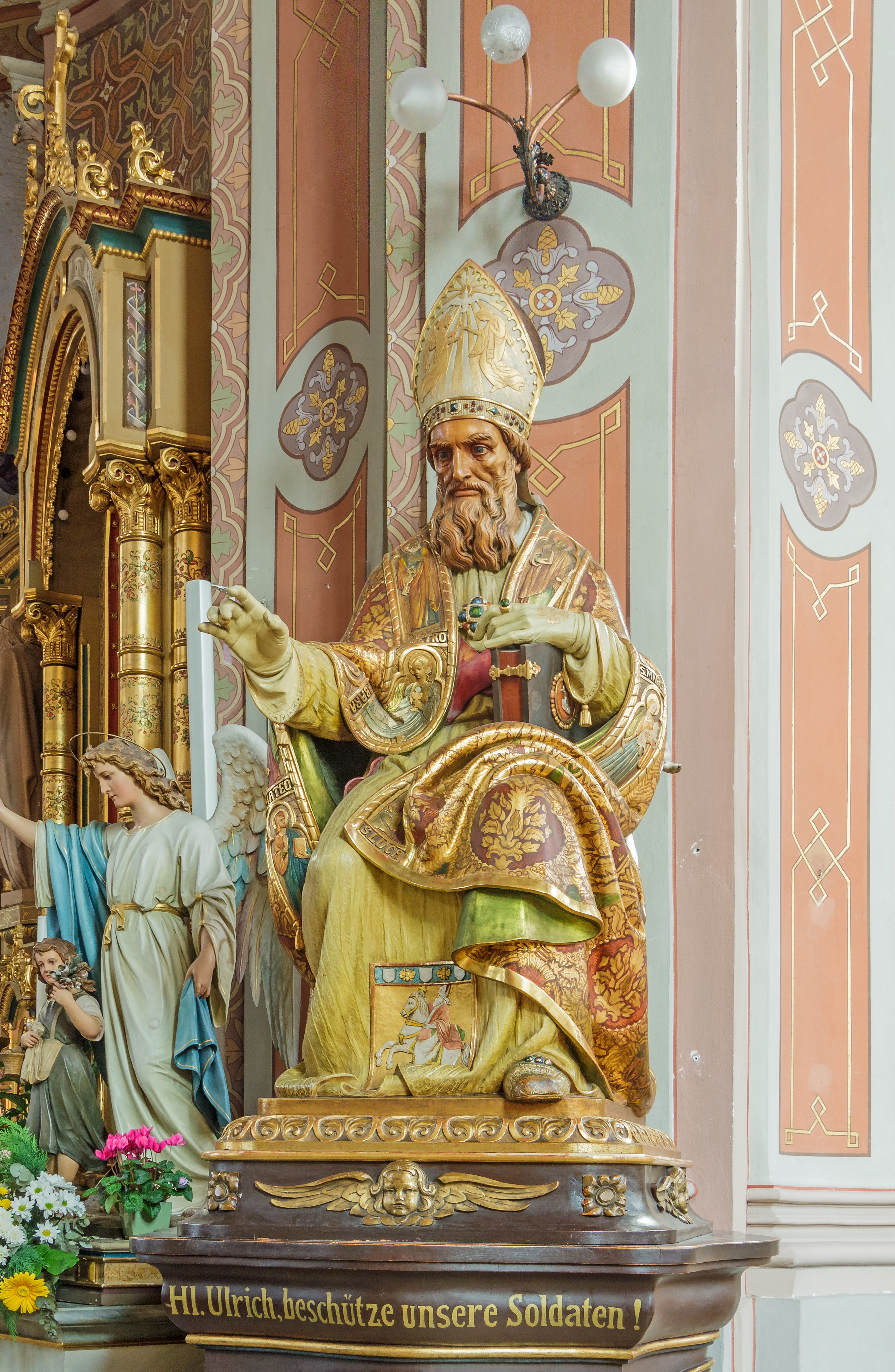
Hl. Ulrich von Augsburg
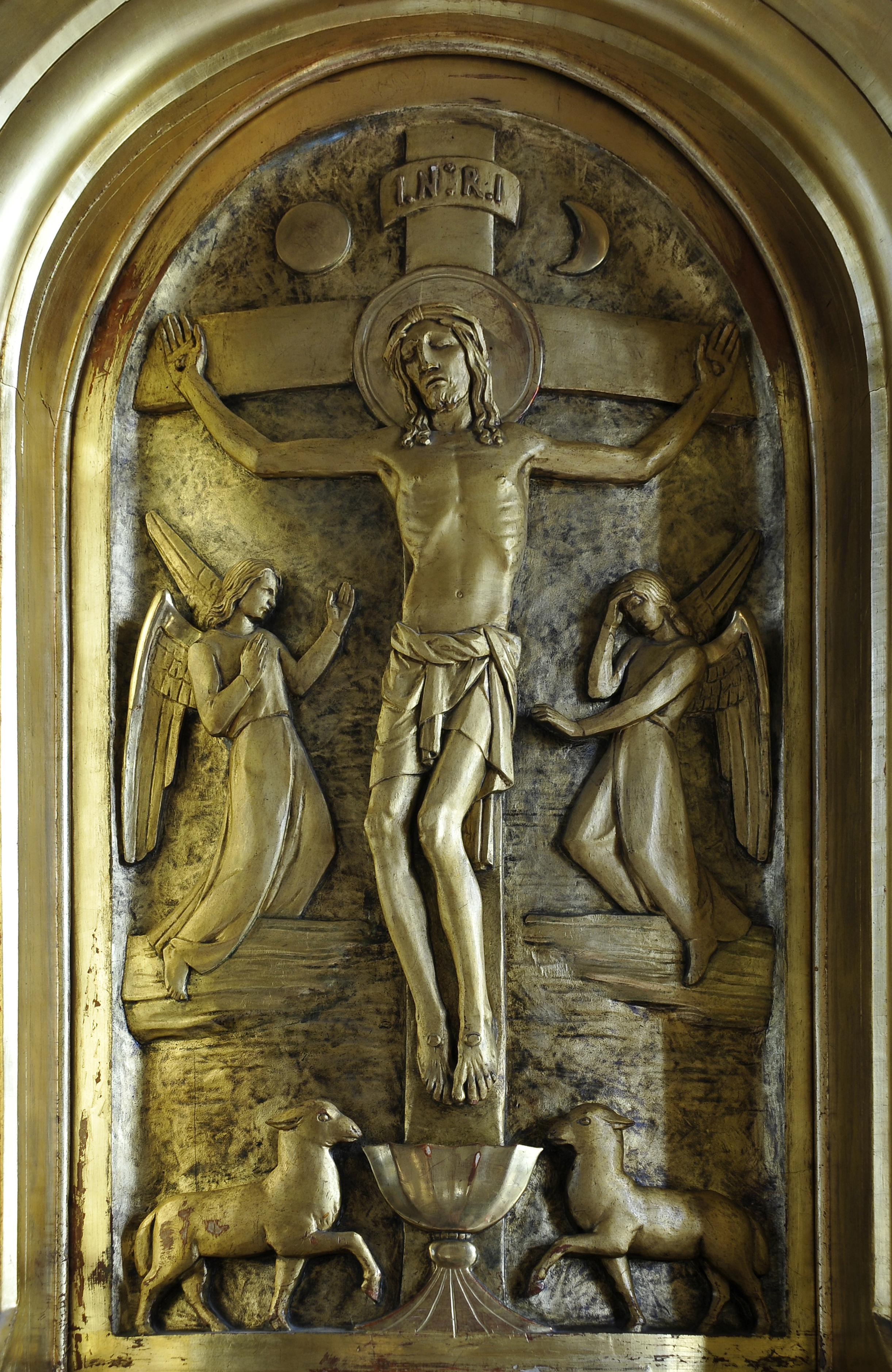
Tabernakel des Hauptaltars
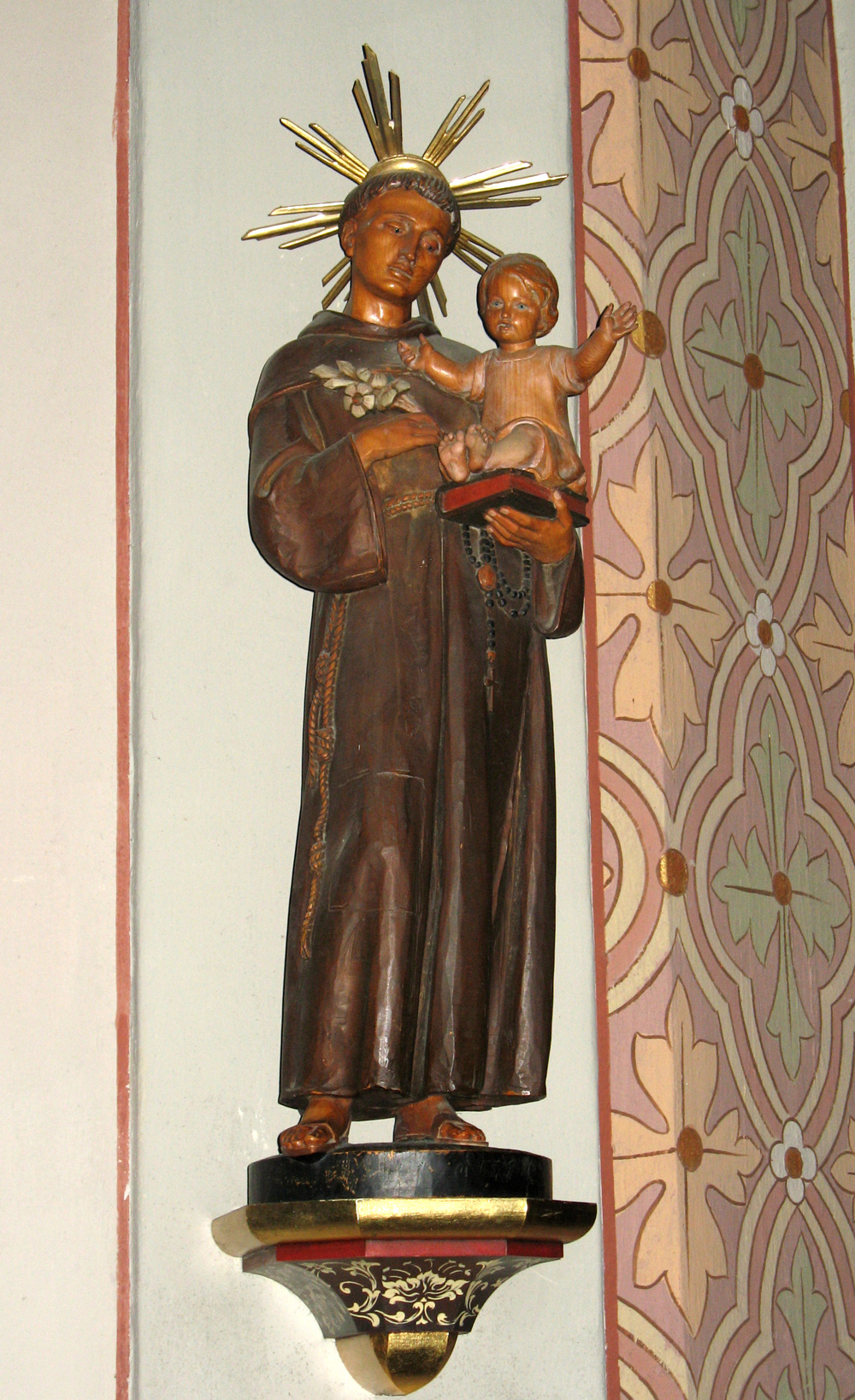
Der Heilige Antonius von Padua

Johann Baptist Moroder-Lusenberg

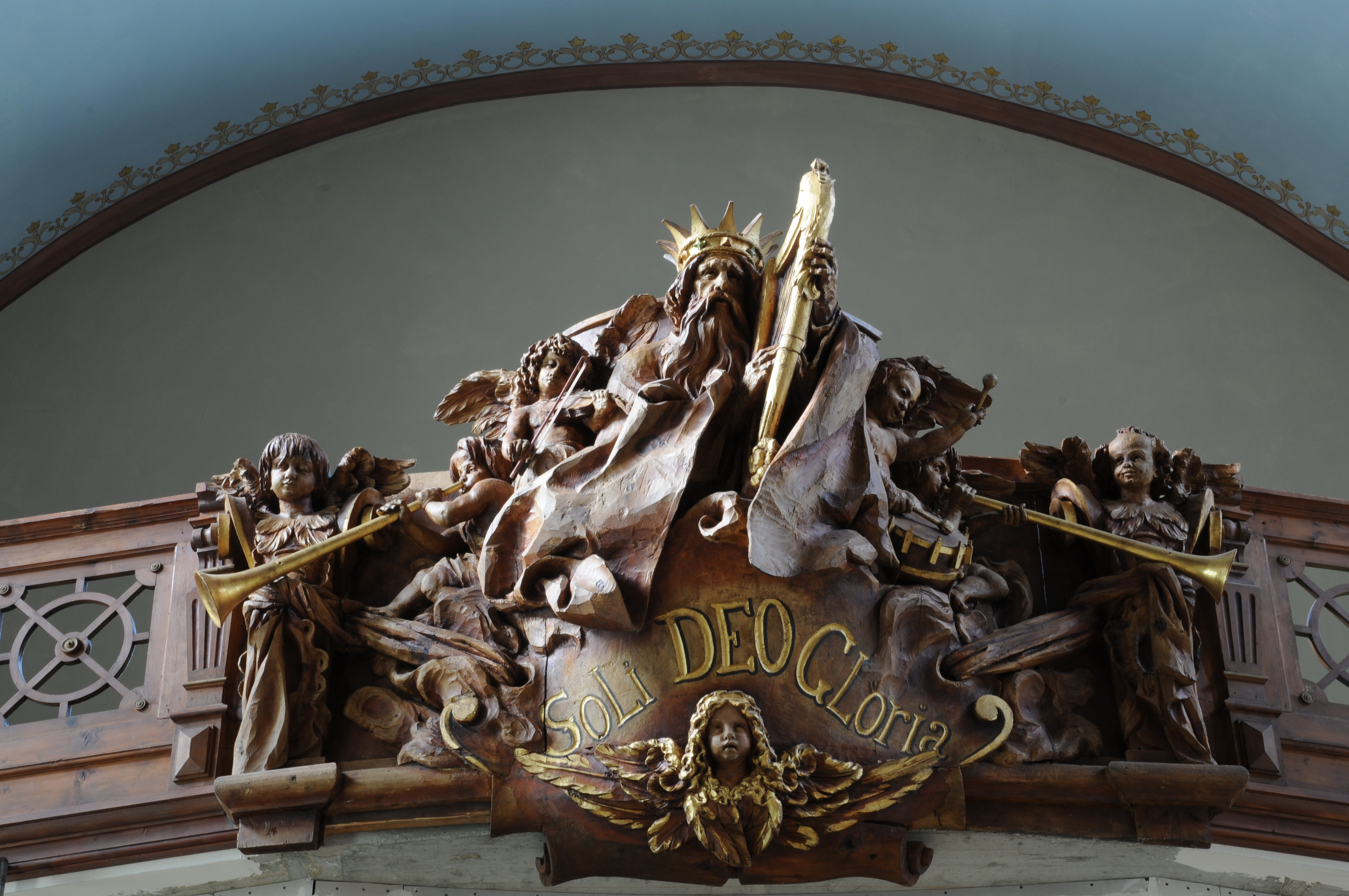
König David mit der Harfe
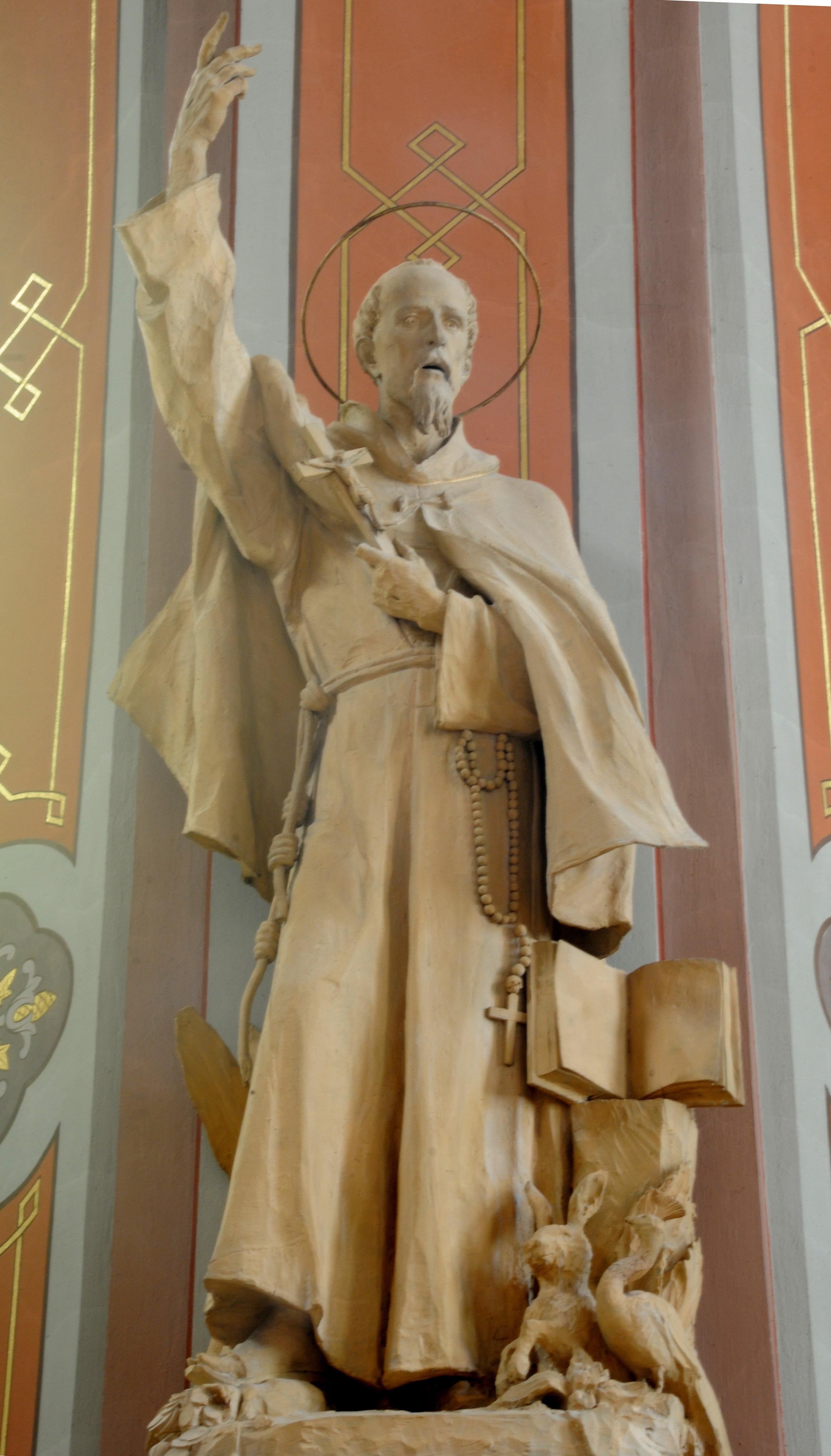
Der Heilige Franziskus
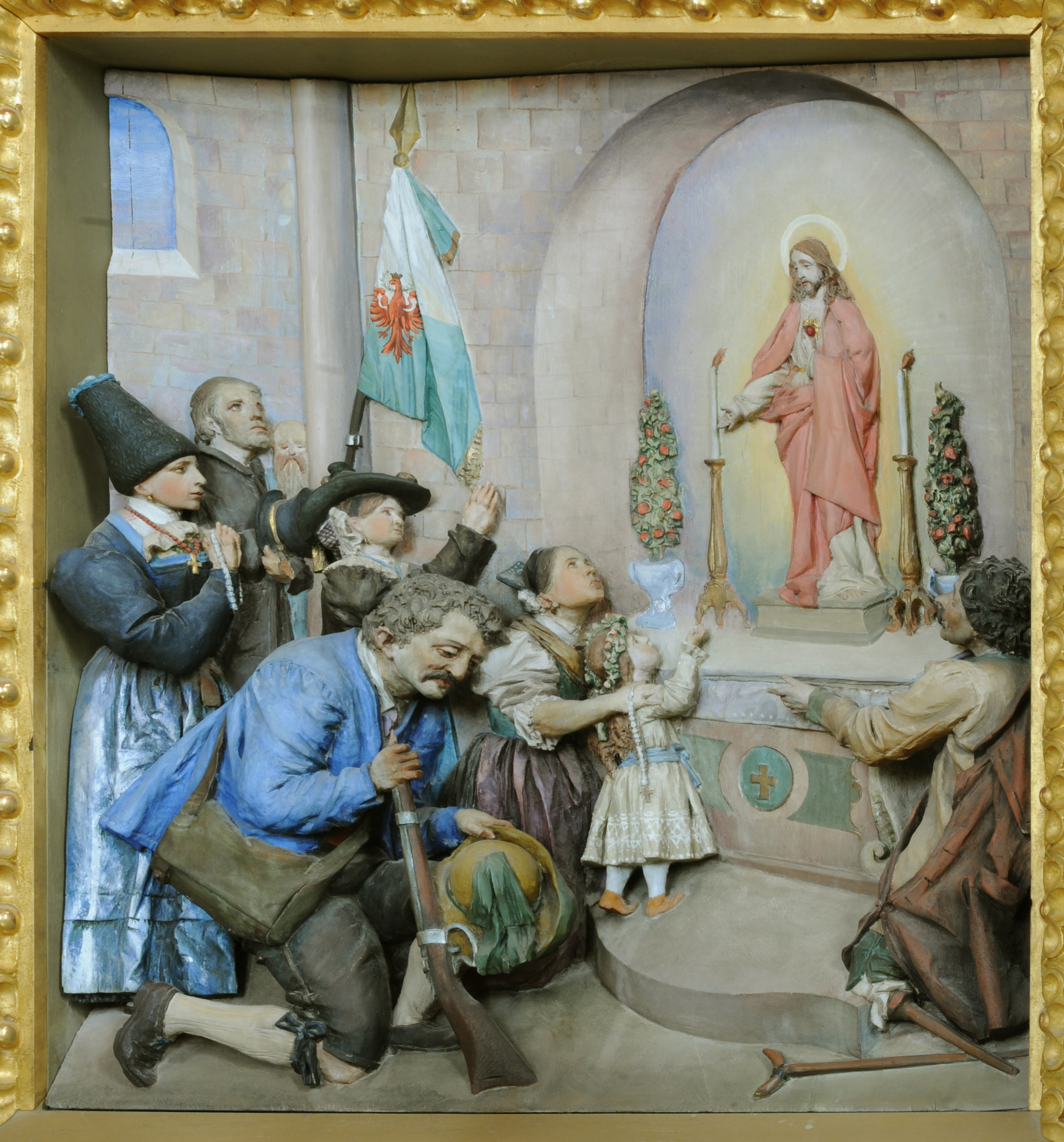
Weihe des Tiroler Volkes dem Herzen Jesu
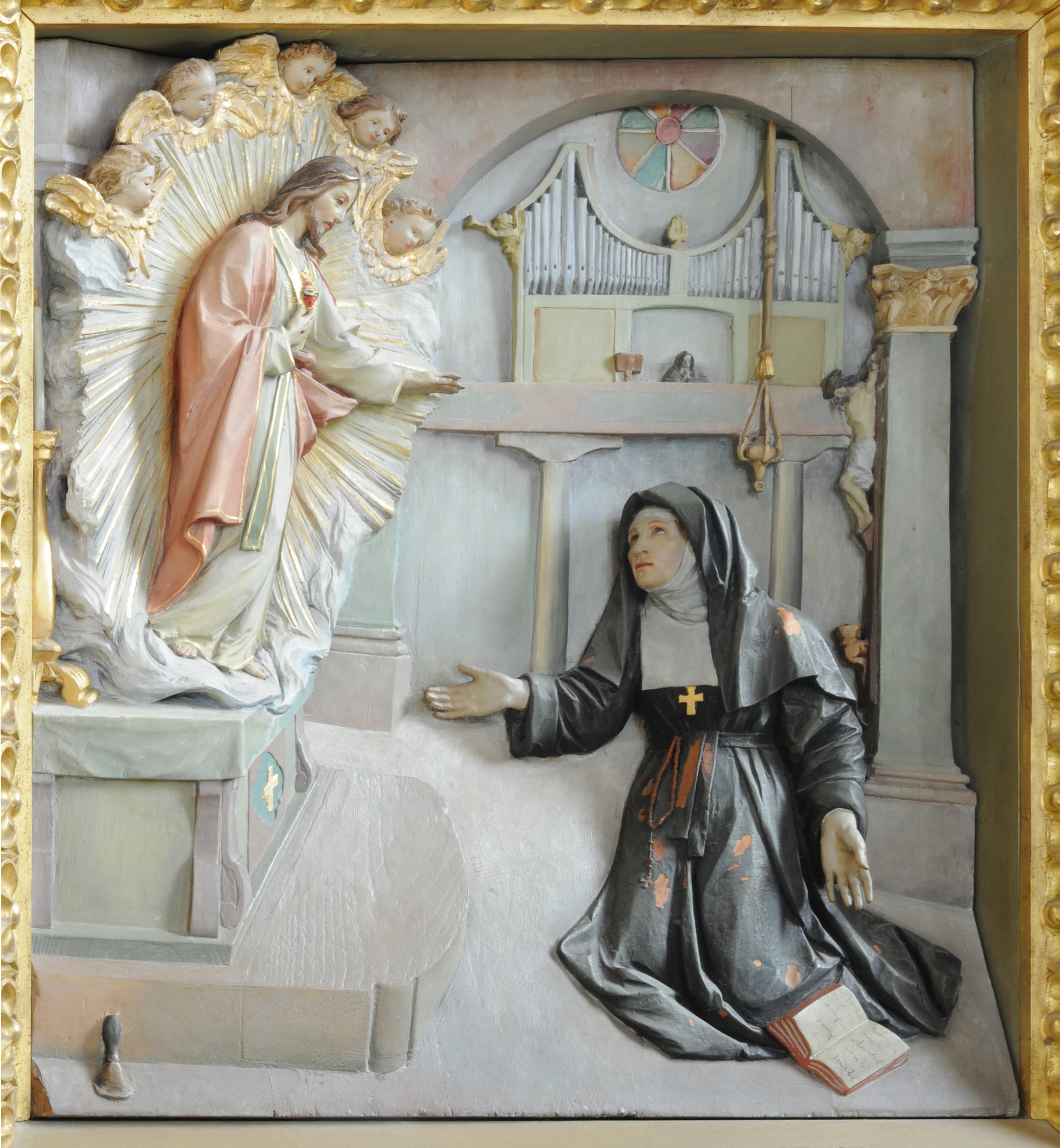
Erscheinung Jesu vor der Nonne Margareta Maria Alacoque

Jakob Crepaz

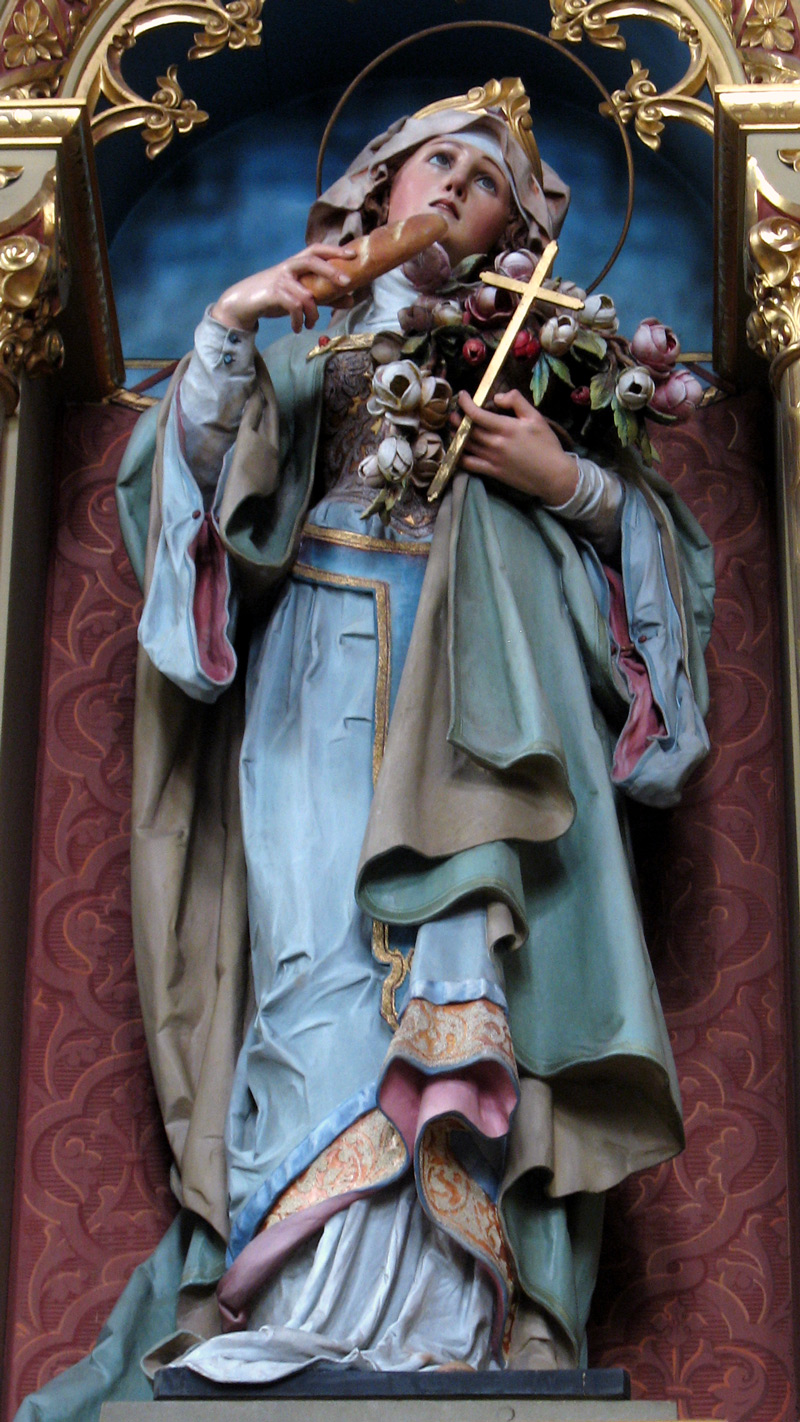
Heilige Elisabeth
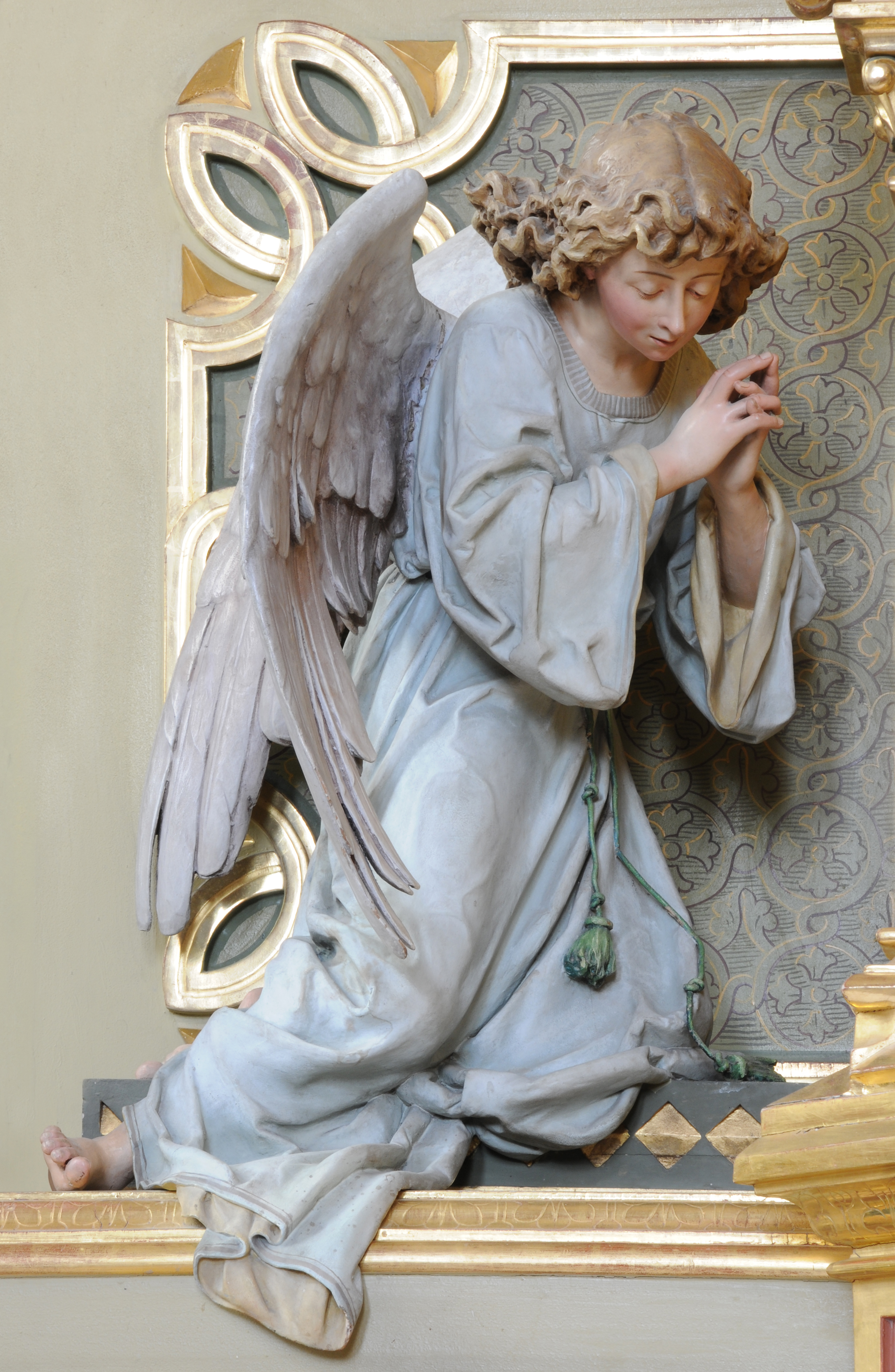
Engel am Rosarialtar
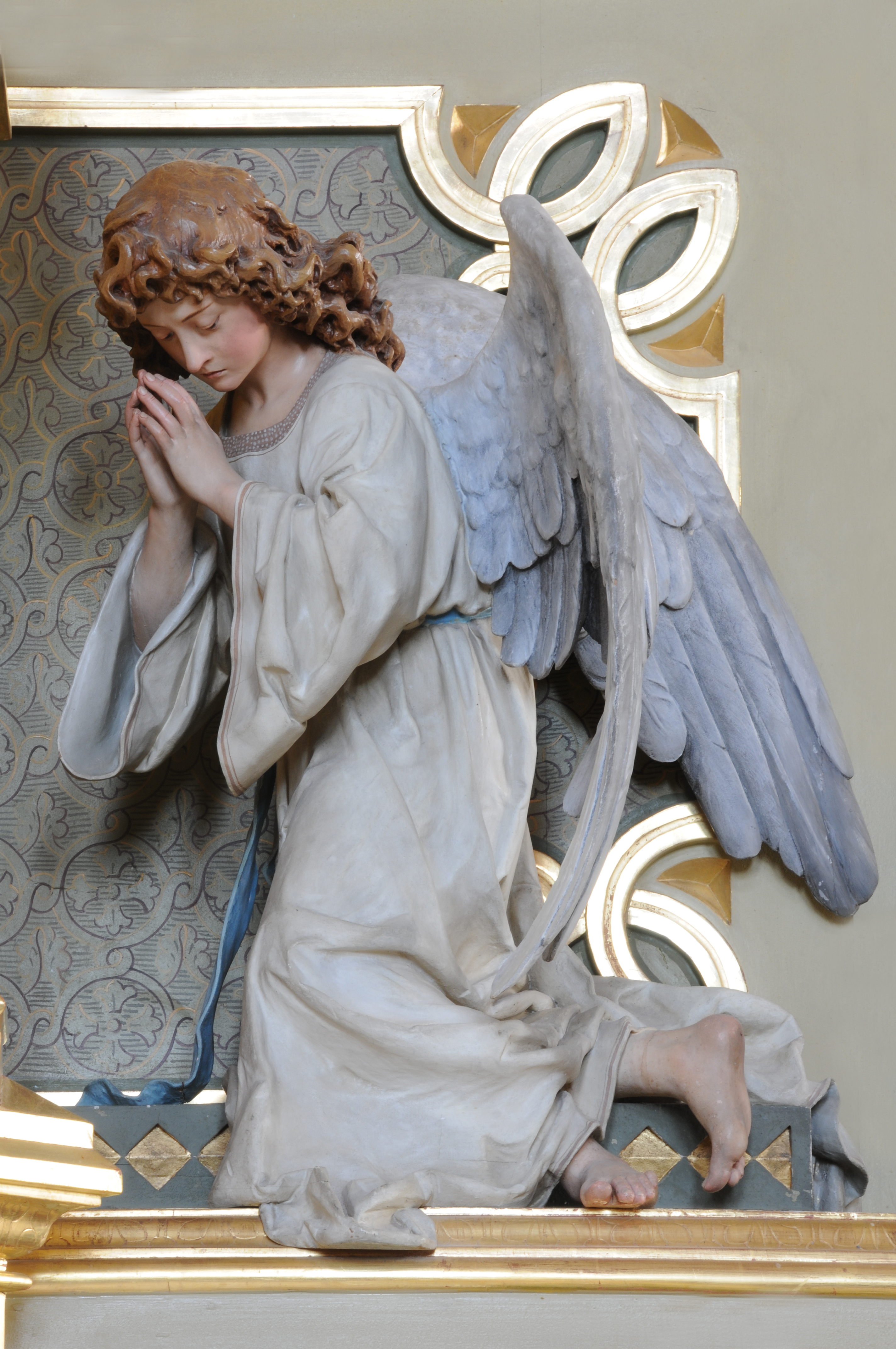
Engel am Rosarialtar
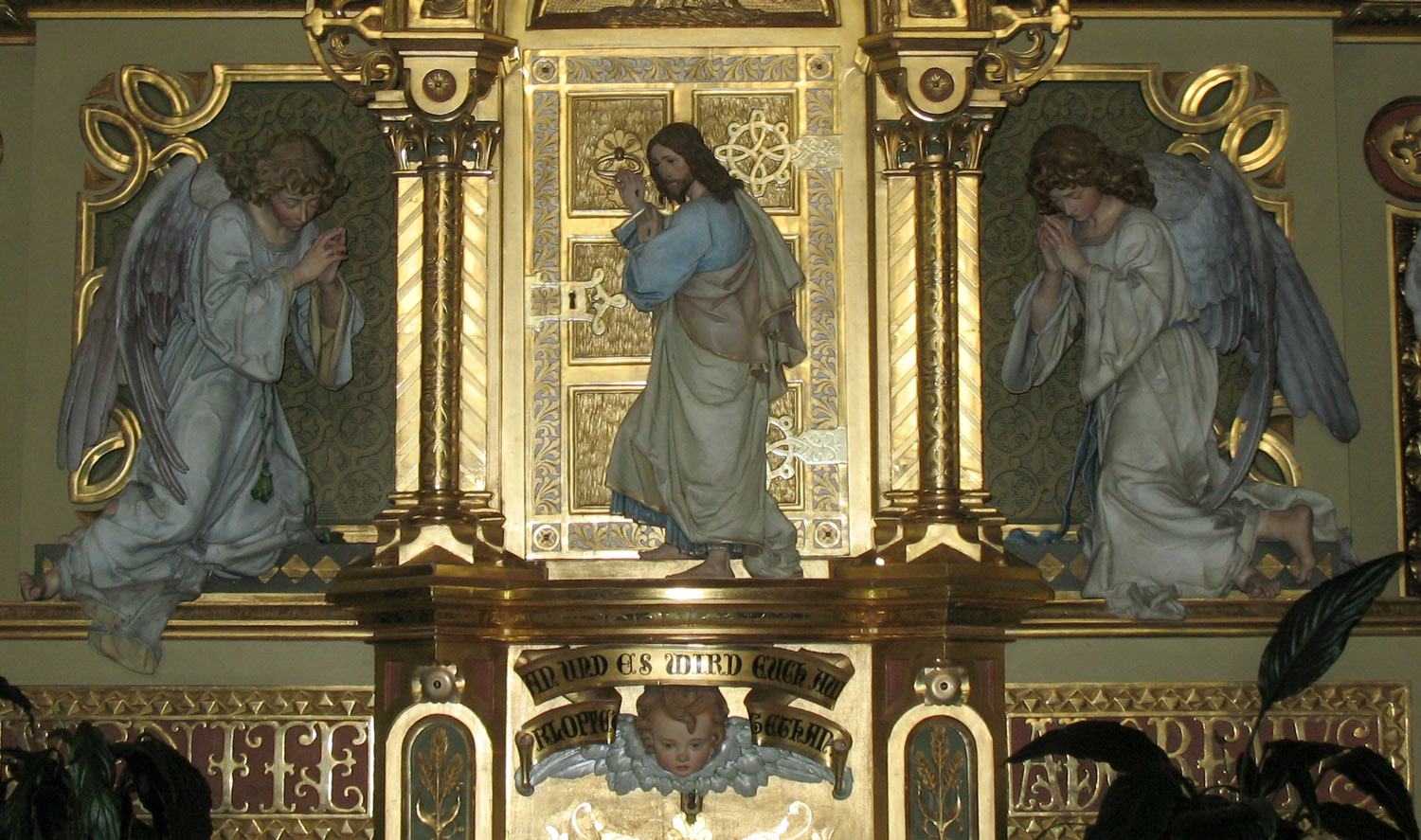
Tabernakel des Rosarialtar

## Weitere Künstler (Auswahl)

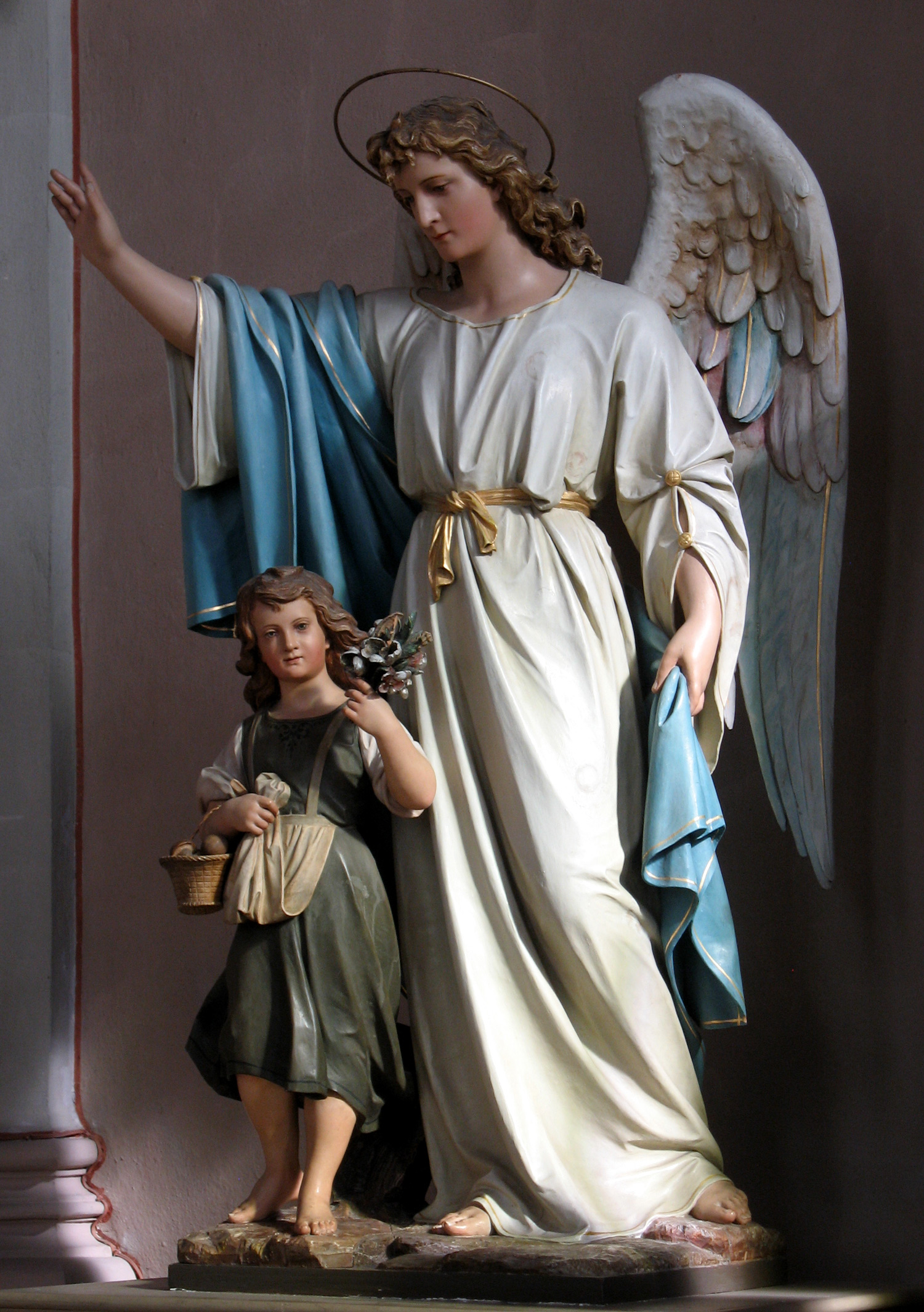
Vigil Dorigo Schutzengel
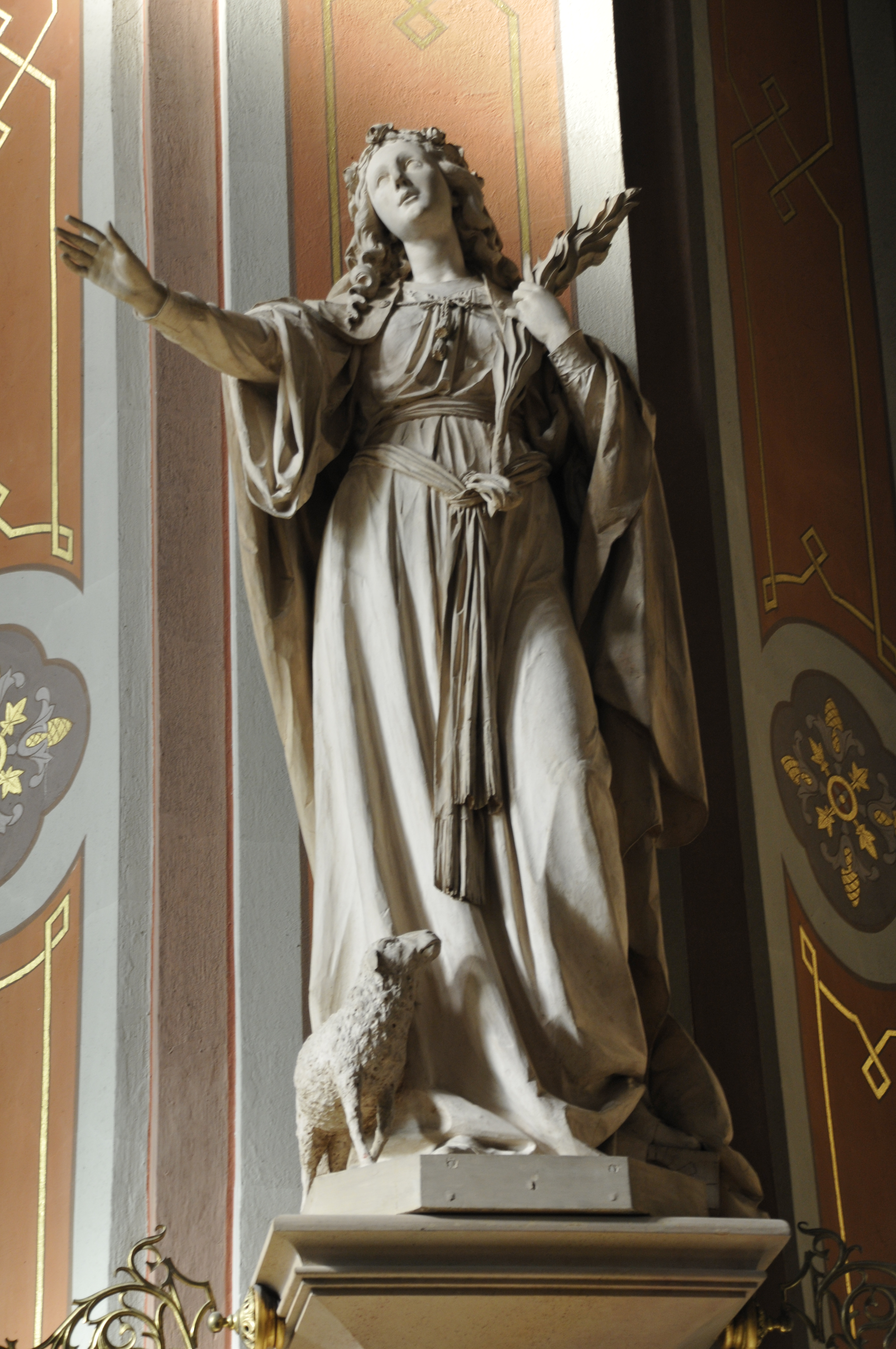
Luis Kostner Heilige Agnes (Bildnis der Tochter Agnes)
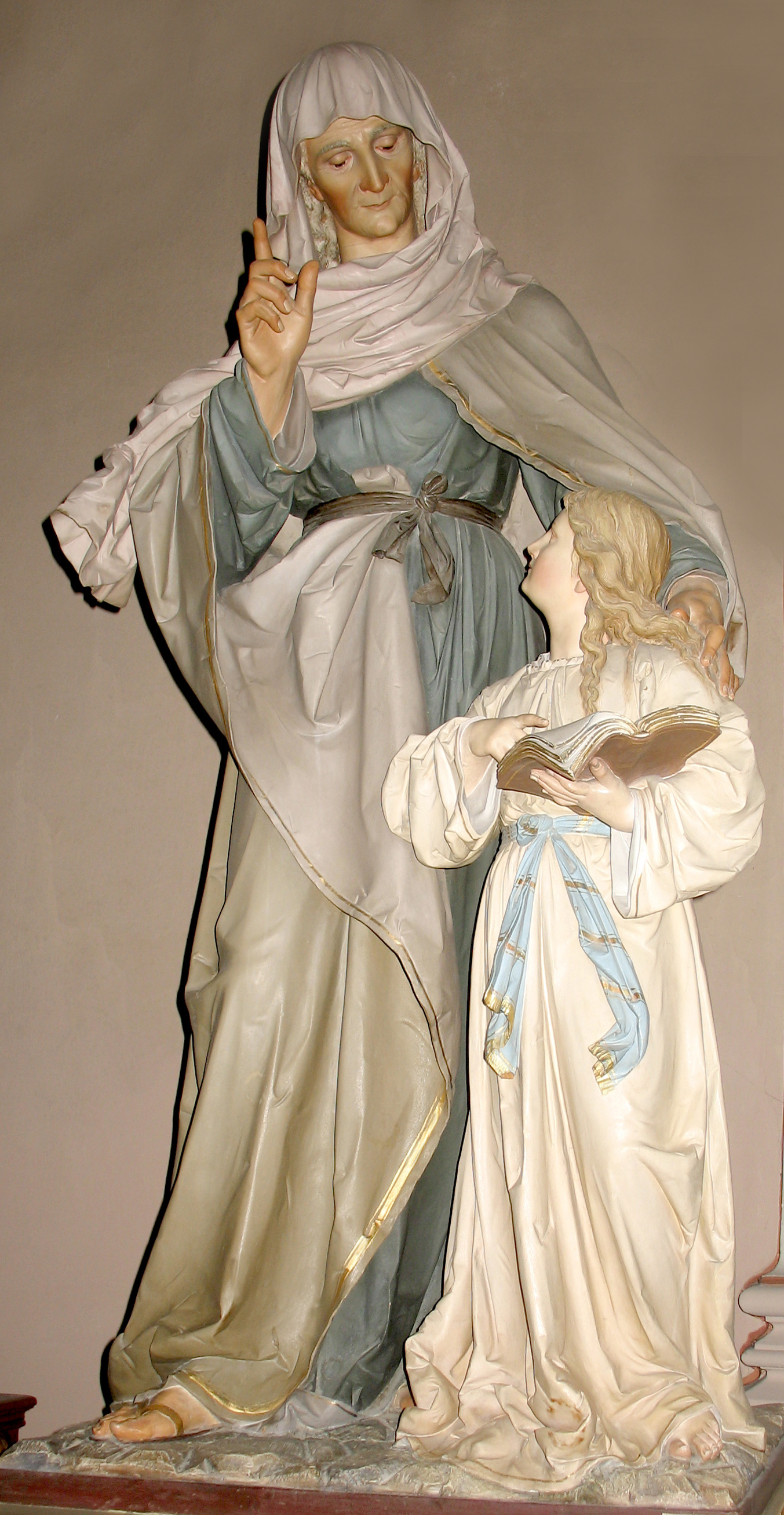
Anton Pitscheider Heilige Anna und Maria
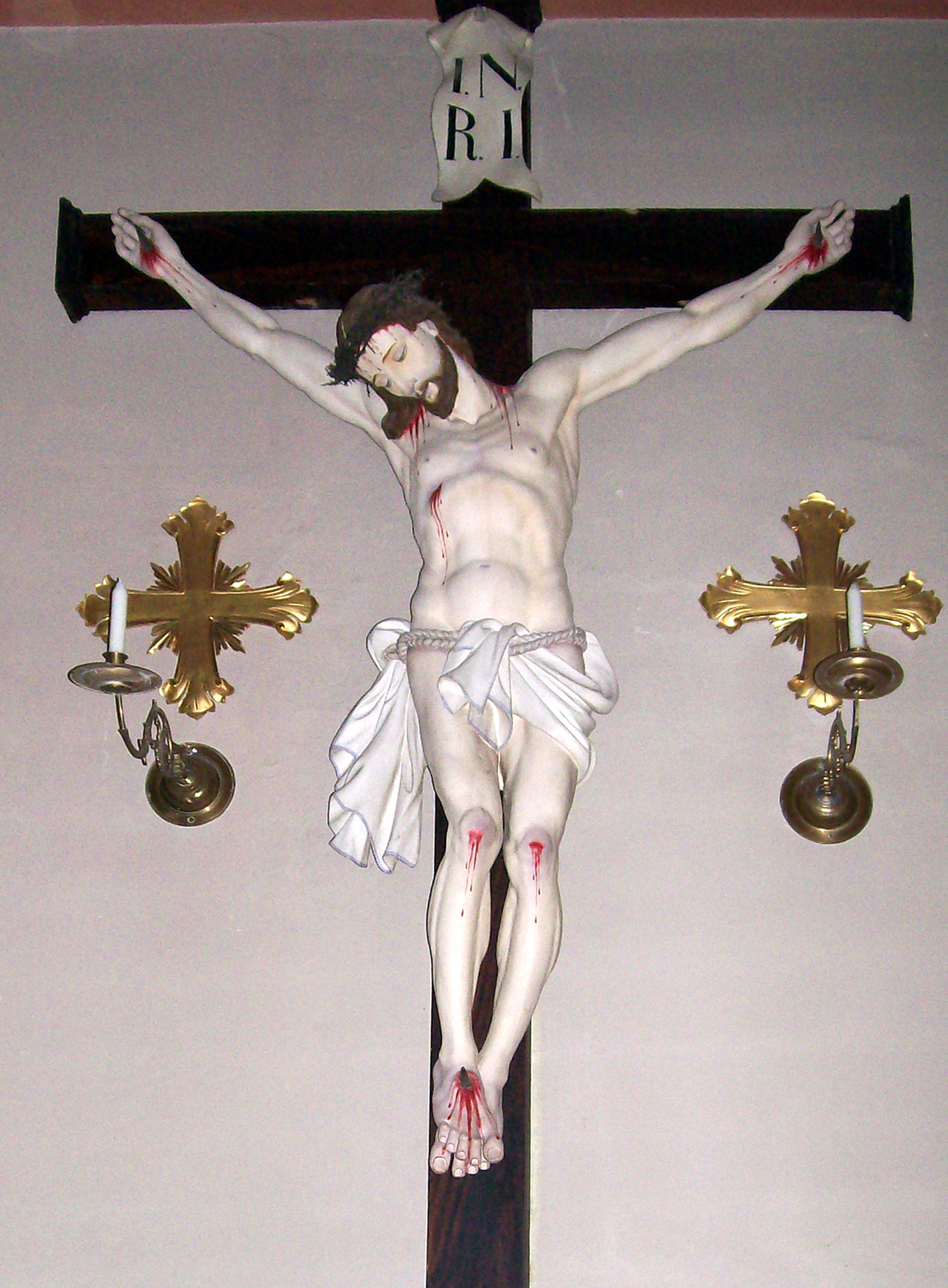
Franz Runggaldier Crucifix
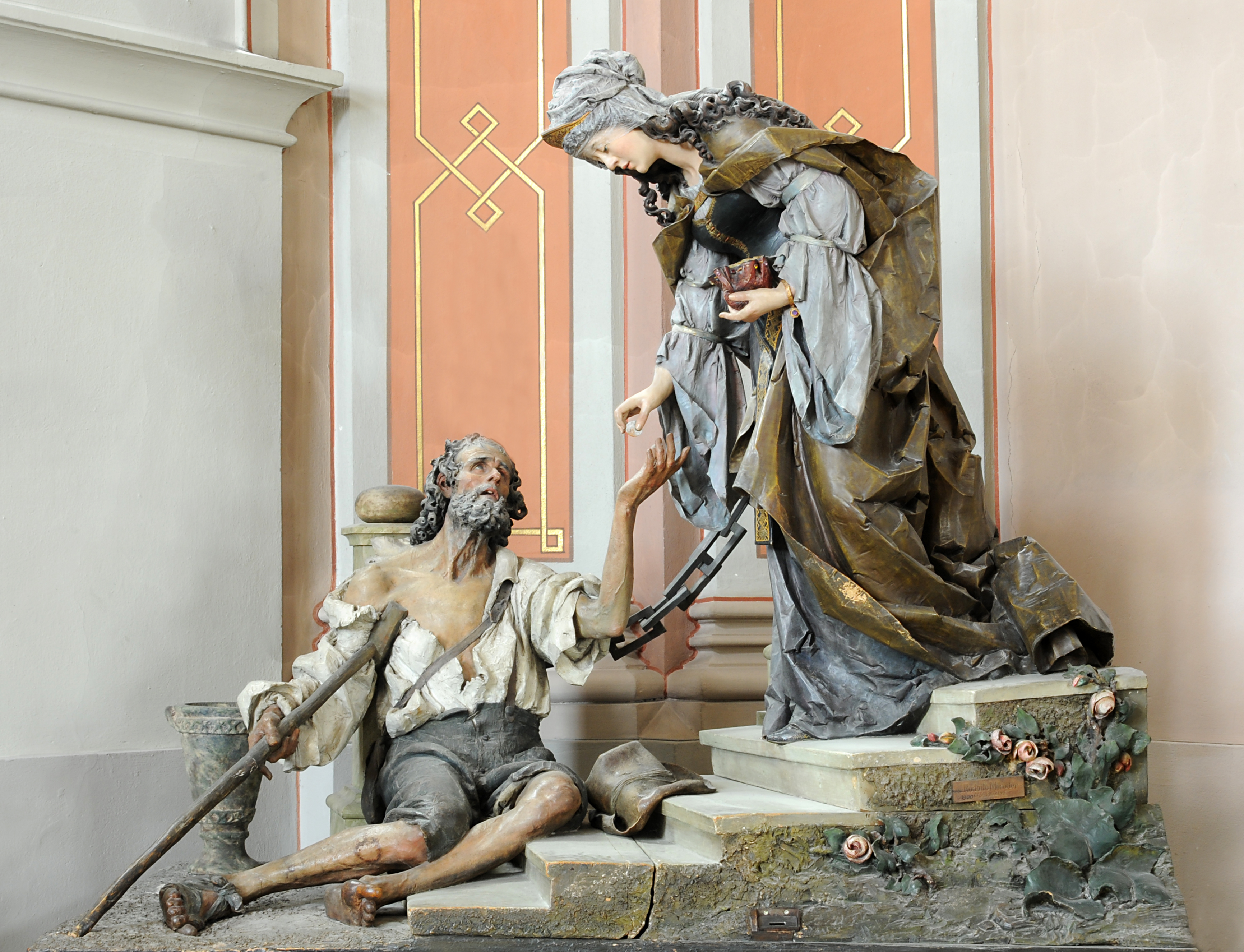
Heilige Elisabeth des Rudolf Moroder
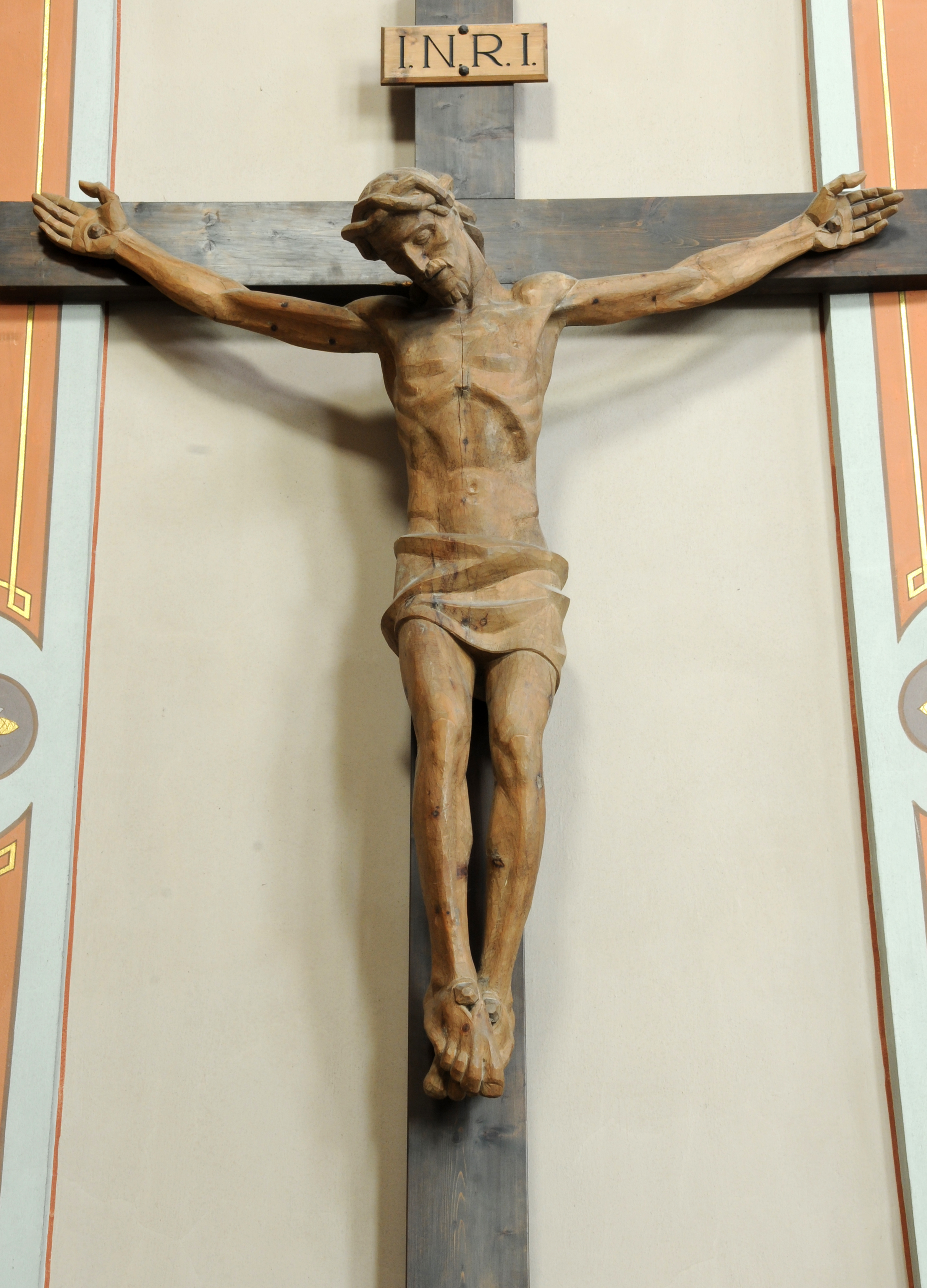
Christus des Vinzenz Peristi
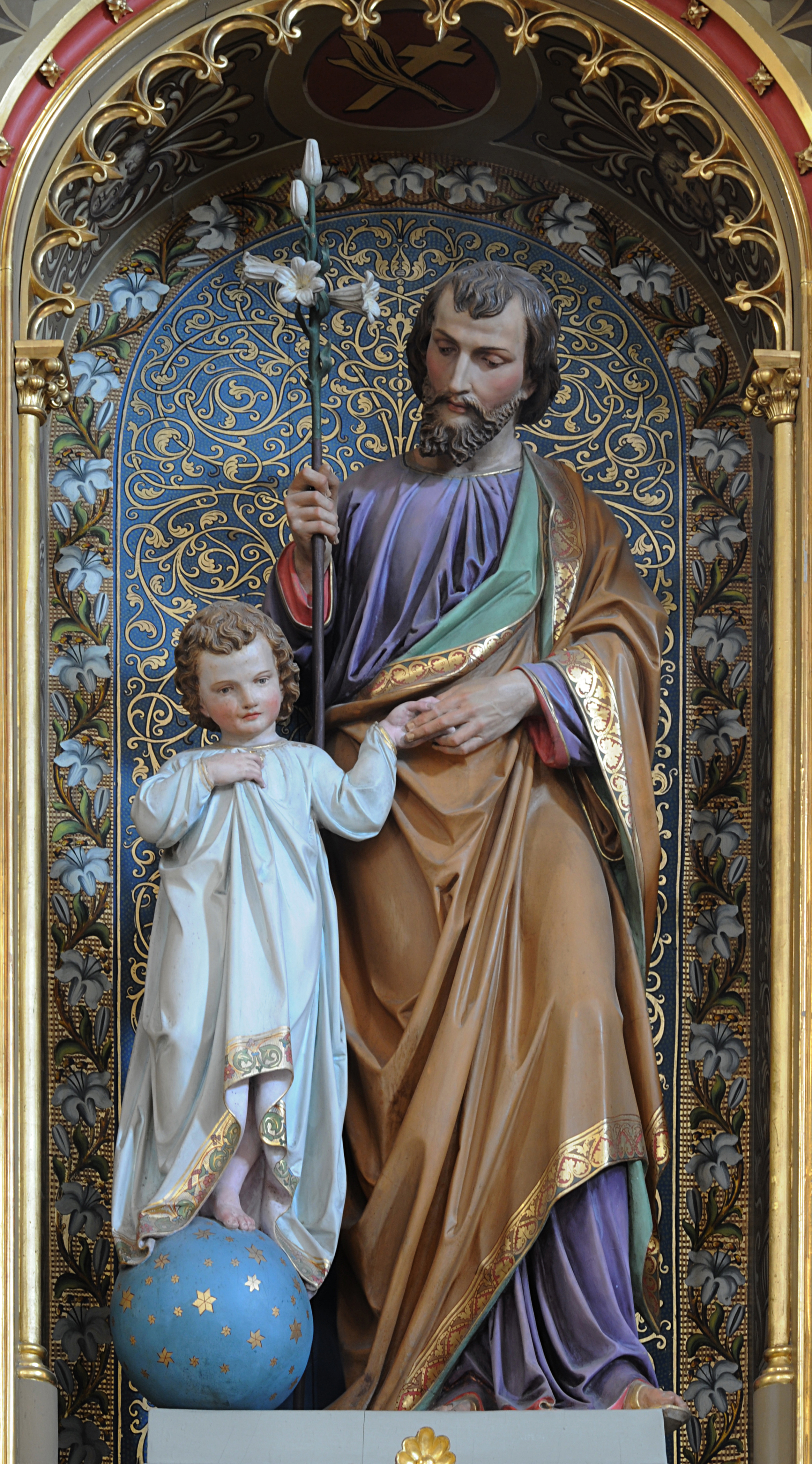
Hl. Josef mit Jesukind von Franz Demetz Sotria (geb. 1836?)

- Anton Demetz
- Ferdinand Demetz
- Josef Mersa
- Vinzenz Peristi
- Albino Pitscheider
- Jakob Sotriffer

## Filialkirchen und Kapellen
- Sankt Anna-Kirche
- Sankt Anton in Boden
- Sankt Jakob
- Heiligkreuzkapelle Raschötz
- Capela da Poz